# Pfad der Tränen

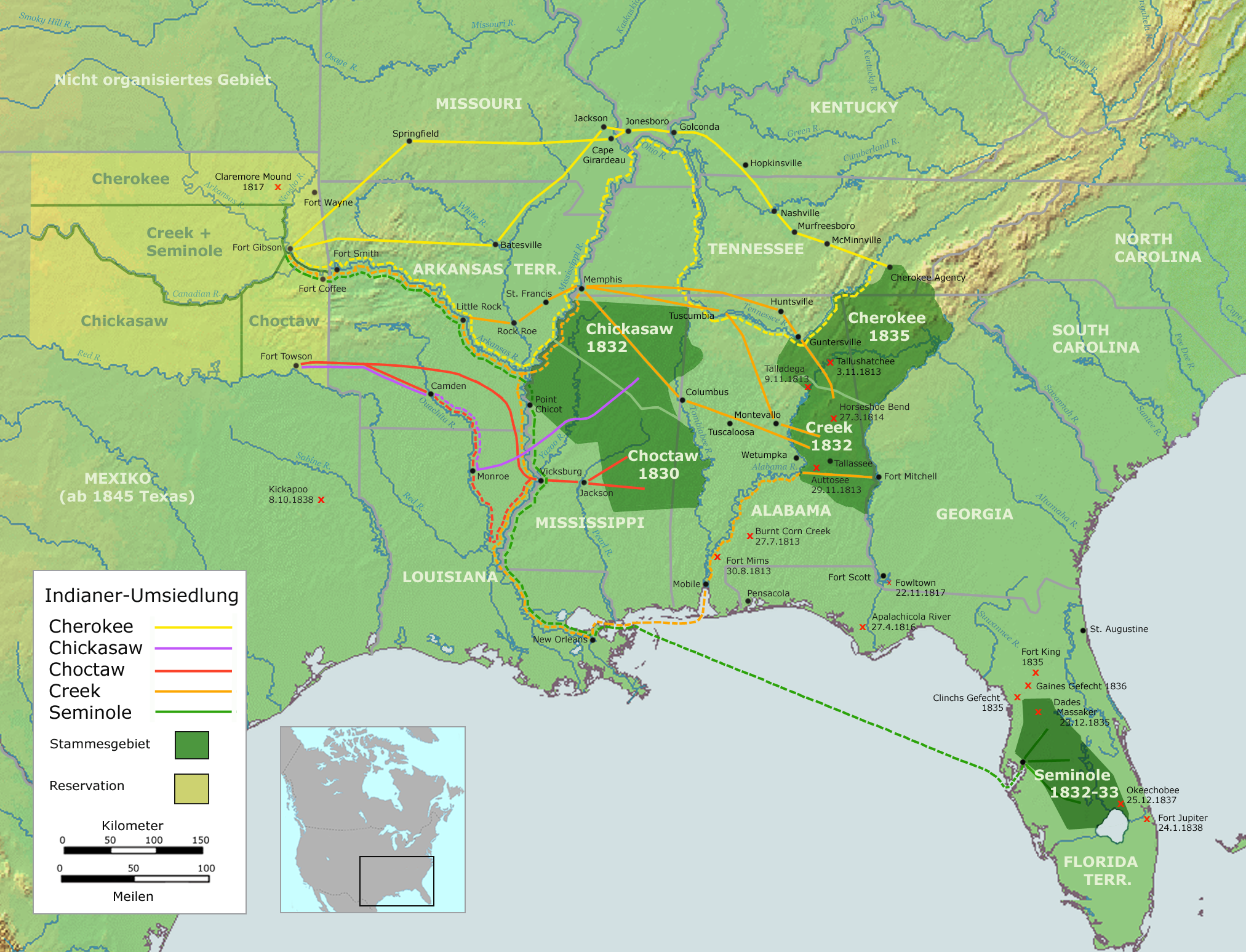
Karte der Hauptrouten

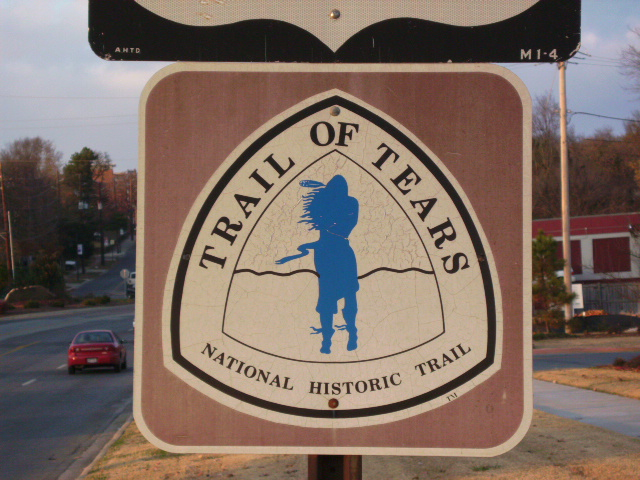
Trail of Tears National Historic Trail

Als Pfad der Tränen (englisch Trail of Tears, Cherokee ᎨᏥᎧᎲᏓ ᎠᏁᎬᎢ getsikahvda anegvi) wird die Vertreibung nordamerikanischer Ureinwohner („Indianer“) aus dem fruchtbaren südöstlichen Waldland der USA in das eher karge Indianerterritorium im heutigen Bundesstaat Oklahoma bezeichnet. Die Deportationen indianischer Stämme stellen eine historische Zäsur dar und markieren den Tiefpunkt in den Beziehungen der Ureinwohner und der Regierung der Vereinigten Staaten.
Die Vertreibung fand vor dem Hintergrund des ab 1800 zunehmenden Landbedarfs der europäischen Siedler und der damit verbundenen Ausdehnung des nordamerikanischen Grenzlandes statt. Die Umsiedlung betraf die Völker der Muskogee (Creek), Cherokee, Chickasaw, Choctaw und Seminolen, die wegen ihrer Anpassung an die Lebensweise der Kolonisten auch als die „Fünf zivilisierten Nationen“ beschrieben werden. Im Sinne der Indianerpolitik der Vereinigten Staaten deckte die Gesetzgebung die Vertreibung durch den Indian Removal Act von 1830. Durch die von Präsident Andrew Jackson verhandelten Verträge wurden die indianischen Völker zwischen 1831 und 1839 zur Abtretung, zum Landtausch oder zum Verkauf ihrer angestammten Gebiete in den Südstaaten oder durch Einsatz des Militärs zur Räumung gezwungen.
Die Umsiedlung wurde in Trecks organisiert und folgte, von amerikanischen Truppen begleitet, verschiedenen Routen nach Westen. Auf dem Weg in die neu eingerichteten Indianerreservate starb über ein Viertel der Vertriebenen und der sie begleitenden afroamerikanischen Sklaven durch Krankheiten, Erschöpfung, Kälte und Hunger. Die Folgen für die Ureinwohner waren verheerend und reichten bis weit in die zweite Hälfte des 20. Jahrhunderts. Neben gravierender Dezimierung der Völker kam es für die eng mit ihrer angestammten Heimat verbundenen Stämme zu einer kulturellen und spirituellen Entwurzelung. Die Völker wurden in östliche und westliche Stämme zerrissen. In den zugeteilten Gebieten kam es zu weiteren Zersplitterungen der Völker sowie zu Konflikten mit anderen umgesiedelten Stämmen, und mit der Expansion der Vereinigten Staaten in den Westen zu weiteren Vertreibungen.
Trotz Forderungen der indianischen Völker, die von der Vertreibung betroffen waren, hat die Regierung der Vereinigten Staaten bislang (Stand: Juni 2020) keine Stellungnahme zu einer Beteiligung an der Deportation und zu den damit im Zusammenhang stehenden Folgen abgegeben. Jedoch wurden zwei der Routen des Cherokee Trail of Tears im Jahr 1987 zum Gedenken an die Opfer in das National Trails System aufgenommen.

## Entstehung des Begriffs
Der Ausdruck Trail of Tears bezog sich ursprünglich auf die durch die amerikanische Gesetzgebung gedeckte gewaltsame Vertreibung der Cherokee und auf die Umsiedlung der Choctaw. Die Cherokee bezeichneten die Vertreibung als Nunna daul Tsuny (cherokee für ‚Der Weg, auf dem wir weinten‘), das als Trail of Tears ins Englische übertragen wurde und so Verbreitung fand. Bei den Choctaw bezieht sich der Ausdruck auf eine im November 1831 in der Arkansas Gazette zitierte Beschreibung ihrer Umsiedlung, die von einem der bedeutenden Häuptlinge, vermutlich Thomas Harkins oder Nitikechi, als “[…] trail of death and tears” (englisch für ‚Pfad des Todes und der Tränen‘) bezeichnet wurde. Andere Zeitungen griffen diesen Ausdruck in verkürzter Form als Trail of Tears auf und verbreiteten ihn. Der Begriff wurde nach und nach für die anderen im Rahmen des Indian Removal Act vertriebenen indianischen Nationen des Südostens übernommen und wird heute verwendet, um die Gesamtumstände der Vertreibung der südöstlichen Nationen zu beschreiben. Gelegentlich wird der Ausdruck benutzt, um gewaltsame oder verlustreiche Vertreibungen oder Umsiedlungen anderer indianischer Völker zu charakterisieren, beispielsweise für den 1860 durchgeführten ‚Langen Marsch‘ (englisch: The Long Walk) der im Südwesten der Vereinigten Staaten beheimateten Navajos.

## Vorgeschichte

### Indianische Siedlungsgebiete im 18. Jahrhundert
In der zweiten Hälfte des 18. Jahrhunderts waren die ursprünglich weite Teile des Südostens der Vereinigten Staaten umfassenden Siedlungsgebiete der Indianer überwiegend durch Verträge und militärische Konflikte mit den aus Europa stammenden Siedlern deutlich geschrumpft. Der Verbleib der Indianer in den eingeschränkten Gebieten lag anfangs im Interesse der Kolonialmächte, für die die Stammesgebiete auch als Pufferzonen zwischen den verschiedenen Einflusssphären von Bedeutung waren. Besonders der Lebensraum der Cherokee und der Muskogee in der Bergregion der Bundesstaaten Georgia, North Carolina, South Carolina und Tennessee trennte die französischen, spanischen und britischen Interessengebiete voneinander.
Die Seminolen waren um 1800 im kaum besiedelten zentralen Florida bereits durch den ersten Seminolenkrieg deutlich dezimiert worden und wurden von den Siedlern der Kolonie Spanisch-Floridas beeinflusst, während die Choctaw und Chickasaw in Alabama und Mississippi fruchtbares Land südlich der Mason-Dixon-Linie bewohnten und das französische Louisiana von den Dreizehn Kolonien der britischen Kolonialmacht trennten. Fehlendes Interesse der weißen Siedler bewahrte die Gebiete bis zu diesem Zeitpunkt vor weiteren Verkleinerungen; die Siedlungsgebiete der Indianer wurden weitgehend als autonome Staatsgebiete behandelt.

### Wirtschaftliche Veränderungen um 1800

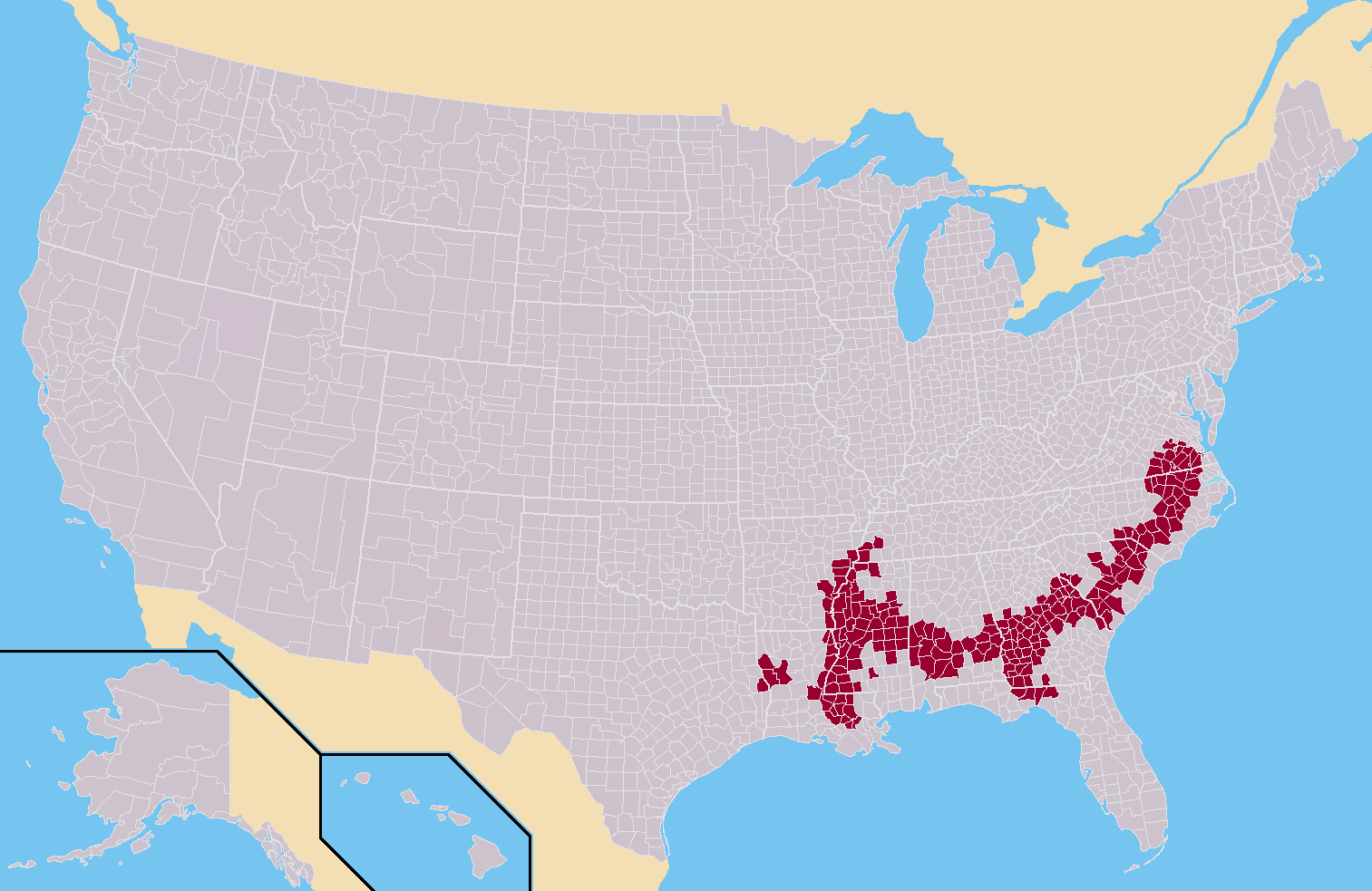
Die Lage des Black Belt in den Vereinigten Staaten

Mit der Erfindung der Egreniermaschine, einer Entkörnungsmaschine für Baumwolle, die den effektiven Einsatz von Sklaven auf Plantagen und damit den Anbau von Baumwolle in großem Stil erst ermöglichte, wuchs der Bedarf der weißen Siedler nach weiteren und großen Anbauflächen im Südosten. Der als  Black Belt (englisch für ‚Schwarzer Gürtel‘) bezeichnete Landstrich war von besonderem wirtschaftlichem Interesse. Dabei handelt es sich um ein Gebiet mit schwarzen und für den Baumwollanbau geeigneten Böden, das sich von North Carolina bis Louisiana erstreckt. Der Aufschwung in den Südstaaten ermöglichte den in dieser Region lebenden indianischen Nationen zunehmenden Wohlstand. Für die wirtschaftliche Entwicklung begünstigend war, dass die fünf Nationen über eine lange Tradition der Sklavenhaltung verfügten. Die Sklaven waren überwiegend Kriegsgefangene oder aus anderen Stämmen geraubte Menschen indigener, afroamerikanischer oder weißer Abstammung. Anders als in der Sklavenhaltung der weißen Siedler wurden die indianischen Sklaven als Teil des Familienverbandes verstanden und führten ein weitgehend selbstbestimmtes Leben. Ihren Besitzern schuldeten sie jedoch einen Teil ihrer Arbeitskraft, was wesentlichen Einfluss auf den ökonomischen Erfolg der indianischen Agrarwirtschaft hatte. Gleichzeitig bedrohten der einsetzende Landhunger, das Auftreten von Landspekulanten und die Ansiedlung großer Plantagen die Siedlungsgebiete der südöstlichen Indianervölker. Es kam, teilweise unter Druck der amerikanischen Regierung, zu weiteren Abtretungsverträgen und Landkäufen durch weiße Siedler. Dies hatte eine nochmalige Reduzierung der Stammesgebiete zur Folge.

### Akkulturation
Der Druck, der durch den Landhunger der weißen Siedler auf die Stämme ausgeübt wurde, stieg beträchtlich und veränderte deren Lebensweise und Kultur nachhaltig. Mit dem zunehmenden Interesse der weißen Siedler an der Region setzte unter anderem die Verbreitung des christlichen Glaubens unter den indianischen Nationen ein, was vor allem durch das Auftreten der Herrnhuter Brüdergemeine um 1800 beschleunigt wurde. Neben der Missionierung veränderte auch die Reduzierung der Stammesgebiete die Lebensweise der betroffenen Völker, beispielsweise änderten sich die herkömmlichen Siedlungsmuster der Cherokee zu einer der europäischen Siedlungsweise ähnelnden Form mit individueller Bewirtschaftung.
Der wirtschaftliche Aufschwung des Südens ermöglichte in den Nationen die Etablierung einer wohlhabenden Schicht von Plantagenbesitzern. Diese hatten, wie der gut dokumentierte Fall des Stammesführers der Cherokee John Ross zeigt, eine Vorbildfunktion für viele ihrer Stammesmitglieder. Die Nationen entwickelten ein der amerikanisch-europäischen Regierung und Justiz ähnelndes politisches System, bauten Schulen und passten sich zunehmend der Lebensweise ihrer weißen Nachbarn an. Die Cherokee entwickelten in dieser Phase eine eigene Schriftsprache und verlegten die erste Zeitung auf Englisch und Cherokee.
Diese Anpassung geschah einerseits unter Druck der amerikanischen Regierung, nach deren Auffassung die Assimilation und Akkulturation der Indianer als Maßnahme zum Schutz der indigenen Bevölkerung, zur Vermeidung militärischer Konflikte dienen und insbesondere den Handel fördern sollte. Andererseits hofften einige Stammesführer, damit Teil der gesellschaftlichen Struktur der Vereinigten Staaten zu werden und sich dadurch vor einer weiteren Vertreibung und Enteignung der Stammesgebiete zu schützen. Der aus Sicht der Weißen hohe Akkulturationsgrad der indianischen Völker führte zu dem Begriff der „Fünf Zivilisierten Nationen“, mit dem die Cherokee, Choctaw, Chickasaw, Muskogee und die von der spanischen Mission beeinflussten Seminolen bezeichnet wurden. Eine Anerkennung als gleichrangige Mitglieder in der Gesellschaft der weißen Siedler fand jedoch kaum statt. Die Mehrheit der Siedler betrachtete die Indianer nach wie vor überwiegend als eine ihrer Kultur und Zivilisation unterlegene Rasse. Teile der indianischen Bevölkerung lehnten diese Anpassung an die fremde Kultur vehement ab und es kam zu massiven internen Konflikten innerhalb der Stämme. Am deutlichsten wurde dies bei den auch als Creek bezeichneten Muskogee, deren große und einflussreiche Konföderation in zwei Teile zerfiel, zwischen denen es schließlich zu einem Bürgerkrieg kam.

### Indian Removal Act

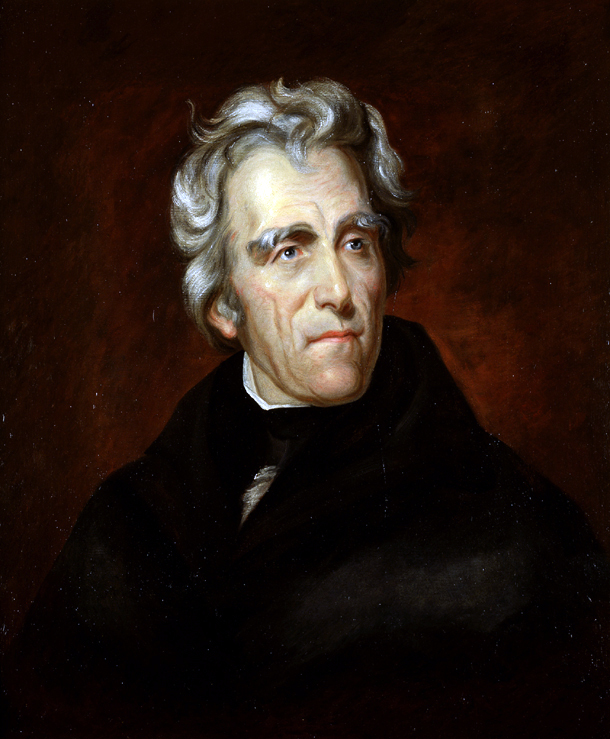
Andrew Jackson, 1824, porträtiert von Thomas Scully

Die weißen Siedler der südöstlichen Bundesstaaten übten zu Beginn des 19. Jahrhunderts zunehmend Druck auf ihre jeweiligen Regierungen aus. Sie forderten diese dazu auf, die Stammesgebiete zu räumen und den Weißen das Land und – besonders nach Goldfunden in Georgia im Jahre 1829 – die Bodenschätze zur Verfügung zu stellen.
Um die dazu nötige Umsiedlung der Indianer auf eine legale Grundlage zu stellen, verabschiedete der Senat der Vereinigten Staaten am 24. April 1830 den Indian Removal Act (englisch für ‚Indianerumsiedlungsgesetz‘), dem das Repräsentantenhaus am 26. Mai desselben Jahres zustimmte. Unterstützt von den Südstaaten und gegen den Widerstand bedeutender Politiker wie Theodore Frelinghuysen und Davy Crockett unterzeichnete Andrew Jackson am 28. Mai 1830 das Gesetz. Dieses ermächtigte ihn, Verhandlungen mit den auf dem Bundesgebiet lebenden Stämmen und Völkern zu führen, die einen Tausch ihrer Ländereien gegen Gebiete im Indianerterritorium (englisch  Indian Territory) zum Ziel haben sollten. Diese von den Vereinigten Staaten im Rahmen des Louisiana Purchase erworbenen Gebiete waren zu diesem Zeitpunkt noch nicht Teil des föderalen Systems der Vereinigten Staaten und lagen im späteren Bundesstaat Oklahoma.
Die indianischen Nationen reagierten unterschiedlich auf die neue Gesetzgebung, beispielsweise verzichteten die Choctaw im September 1830 auf ihr östlich des Mississippi gelegenes Land und erhielten dafür Land westlich des Flusses. Die Cherokee versuchten, ihre souveränen Rechte zu stärken und sich auf juristischem Weg gegen die verschiedenen Landabtretungsverträge zu wehren. Im Rahmen der Indianer-Politik und der Indianerumsiedlung (englisch Indian Removal) wurden die von der Nation vorgebrachten Klagen am Obersten Gerichtshof jedoch abgewehrt. Die Seminolen hingegen verweigerten sich jedem Versuch einer gewaltlosen Umsiedlung und setzten sich im Zweiten Seminolenkrieg militärisch zur Wehr.

## Vertreibung und Umsiedlung der Völker

### Choctaw

#### Vertrag von Dancing Rabbit Creek
Das Siedlungsgebiet der Choctaw-Nation umfasste bis 1800 große Teile der heutigen Bundesstaaten Mississippi, Alabama, Arkansas und Louisiana. Durch eine Serie von Verträgen wurde die Nation zunächst in Gebiete nördlich der Mason-Dixon-Linie verdrängt, bis sie schließlich nach Erlass des Indian Removal Act mit dem Vertrag von Dancing Rabbit Creek den größten Teil ihrer Siedlungsgebiete gegen neue Gebiete im Indianer-Territorium eintauschte. In dem am 27. September 1830 unter dem Druck der amerikanischen Regierung unterzeichneten und am 24. Februar 1831 in Kraft getretenen Vertrag überließen die Choctaw rund 45.000 Quadratkilometer Land (eine Fläche vergleichbar der Größe der Schweiz) der Bundesregierung und erhielten dafür etwa 61.000 Quadratkilometer im heutigen Oklahoma. Der Vertrag, in dem die Nation auf ihre Souveränität verzichtete, hatte nicht die Zustimmung des Volkes, das sich in vorangegangenen Versammlungen und Ratssitzungen gegen eine Umsiedlung ausgesprochen hatte. Jedoch sahen die indianischen Verhandlungsführer Greenwood LeFlore, Musholatubbee und Nittucachee keine andere Möglichkeit, ihrem Volk zumindest einen Rest der ursprünglichen Stammesgebiete zu erhalten. Auch wurden damit die in Mississippi verbleibenden Indianer zu Bürgern der Vereinigten Staaten, wovon sich die Anführer der Choctaw einen besseren Schutz für diejenigen erhofften, die sich der Umsiedlung nicht anschließen wollten.

#### Umsiedlung im Herbst 1831
Die freiwillige Umsiedlung der auf 15.000 bis 20.000 Angehörige geschätzten Choctaw und ihrer etwa 1.000 afroamerikanischen Sklaven wurde von der Bundesregierung in drei Gruppen geplant. Die erste und größte Gruppe umfasste 4000 Menschen, deren Umsiedlung auf dem „water way“ (englisch für „Wasserweg“) für den Oktober 1831 vorgesehen war. Die Aufgaben der hierzu von der Regierung bestellten „Removal Agents“ (englisch für „Umsiedlungsagenten“) unter Leitung von George Strother Gaines bestanden in der Planung der Routen in das knapp 650 Kilometer entfernte Indianer-Territorium und der Beschaffung von Wagen, Pferden und Schiffen sowie einer entsprechenden Menge an Vorräten und Lebensmitteln für die Trecks und die erste Zeit nach der Ankunft im neuen Siedlungsgebiet. Unter diesen Agenten herrschte Uneinigkeit über die Wahl der Routen und die Organisation der Trecks. Die erste Gruppe Choctaw traf bei ihrer Ankunft an den Sammelpunkten in Vicksburg, Mississippi, und Memphis, Tennessee auf eine unklare und verwirrende Situation. Beispielsweise mussten sie entgegen der Zusicherung der Regierung ihr Vieh zurücklassen und sollten erst im Indianer-Territorium Ersatz dafür erhalten. Aufgrund der sich verschlechternden Witterungsbedingungen entschieden sich die Agenten, die Choctaw aus Memphis entlang einer nördlichen und die in Vicksburg versammelten Stammesmitglieder entlang einer südlichen Route ins Indianer-Territorium zu transportieren.
Route Memphis – Little Rock

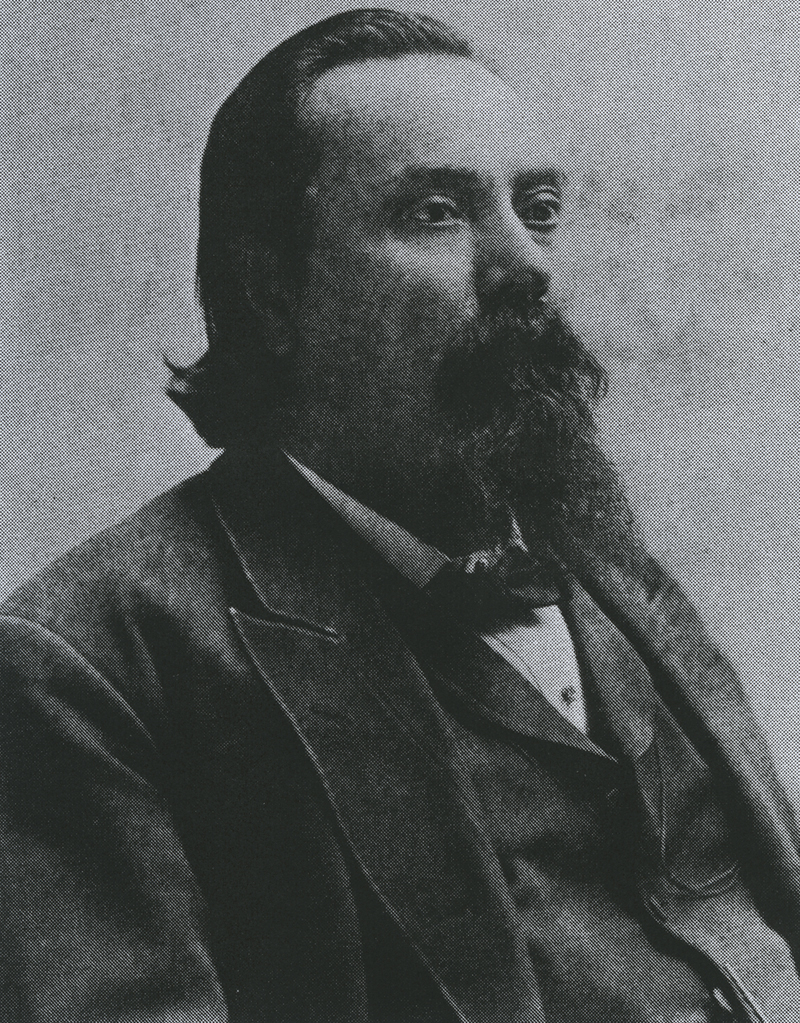
George W. Harkin, Häuptling der Choctaw, während der Umsiedlung

Die etwa 2.000 in Memphis versammelten Choctaw bestiegen die bereitgestellten Dampfschiffe, mit denen sie zunächst dem Arkansas River folgen sollten. Die wenige Tage nach dem Aufbruch einsetzenden, heftigen Regenfälle führten zu Überschwemmungen, wegen derer die Schiffe bei Arkansas Post anlanden mussten. An Land gab es für eine so große Anzahl an Menschen keine Unterkünfte. Decken und Vorräte waren für einen solchen Fall nicht mitgeführt worden. Der kalte Regen und der nachfolgende Blizzard, dem die Choctaw mehrere Tage schutzlos ausgeliefert waren, verursachte einen Großteil der gesamten Todesfälle innerhalb dieser Gruppe. Besonders stark betroffen waren die Jüngsten und Ältesten. Die beiden Schiffe, die „Reindeer“ und die „Walter Scott“, konnten bei Temperaturen weit unter dem Gefrierpunkt nicht ablegen, ein Transport der Choctaw über den Wasserweg war dadurch nicht mehr möglich. Erst acht Tage später wurden aus Little Rock, Arkansas, vierzig mit Decken und Vorräten beladene Planwagen der Regierung zu der Gruppe entsandt. Sie holten die Überlebenden in Arkansas Post ab und brachten sie nach Fort Smith, von wo aus sie nach Little Rock weiter zogen. Nach der Ankunft der ersten Wagen im November 1831 prägte einer der Stammesführer, vermutlich Thomas Harkins oder Nitikechi, bei einem Gespräch mit einem Reporter der Arkansas Gazette den Begriff „Trail of Tears“.
Route Vicksburg – Little Rock
Die in Vicksburg auf den Abtransport wartenden Choctaw bestiegen ebenfalls zwei Schiffe. Die „Talma“ und die „Cleopatra“ sollten die Gruppe, dem Mississippi stromabwärts zur Einmündung des Red River und von dort dem Ouachita River stromaufwärts folgend, bis nach Camden im damaligen Arkansas Territory bringen. Von dort aus sollten die Choctaw die restlichen 100 Kilometer in ihre neuen Gebiete mit Planwagen zurücklegen. Der Transport über den Wasserweg musste jedoch bereits in Monroe, Louisiana, wegen eines Maschinenschadens der „Talma“ unterbrochen werden. Die Choctaw sollten dort warten, um nach und nach mit der „Cleopatra“ weitertransportiert zu werden. Die Regenfälle und der Blizzard trafen diese Gruppe aufgrund der schützenden Wälder der Umgebung und der großzügig von der weißen Bevölkerung mit den Choctaw geteilten Vorräte lange nicht so hart wie die Vertriebenen auf der nördlichen Route. Kurz darauf gelangte die südliche Gruppe an ihr Zwischenziel bei Camden. Die Vorbereitungen, die von den Agenten dort getroffen worden waren, entsprachen nicht annähernd dem Bedarf. Es standen nur zwölf Wagen zur Verfügung und die Lebensmittelrationen reichten nicht aus. Mit Ausnahme der Kleinkinder und der Schwächsten waren die Choctaw gezwungen, den Rest des Weges zu Fuß zurückzulegen. Der Mangel an Lebensmitteln wurde von den Farmern entlang der Route ausgenutzt. Sie verlangten für Vorräte das Drei- bis Vierfache des üblichen Preises. Verschiedene Epidemien, darunter Typhus und Diphtherie, hielten den Treck zusätzlich auf. Für die etwas über 100 Kilometer lange Strecke von Camden bis zum Mountain Fork River wurden knapp drei Monate benötigt.

#### Umsiedlung im Herbst 1832
Obwohl Gaines bekannt war, dass die Umsiedlung über die südliche und kürzere Route reibungsloser und mit weniger Verlusten verlaufen war, entschloss er sich aus unbekannten Gründen 1832 wieder für die nördliche Route. Als die Choctaw in Richtung Vicksburg zogen, um gemeinsam nach Westen abtransportiert zu werden, brach in der Region eine Cholera-Epidemie aus. Die Indianer, die ebenfalls Opfer dieser Krankheit wurden, starben zu Hunderten. Die Stadt war weitgehend verlassen und es gab keine Vorräte zu kaufen. Die Besatzungen der Schiffe, die für die Choctaw angemietet waren, hatten ebenfalls die Flucht vor der Epidemie ergriffen. Der Agent Francis W. Armstrong, der eine Gruppe von etwa 1.000 Choctaw nach Vicksburg führen sollte, hörte von der Epidemie. Er entschied spontan, seine Gruppe zunächst nach Memphis zu bringen, um sie von dort aus über die südliche Route schnellstmöglich nach Westen zu leiten. Seine Schutzbefohlenen erreichten ohne weitere Zwischenfälle und beinahe vollständig das Indianer-Territorium. Gaines gelang es schließlich, zumindest für eines der beiden Schiffe, die „Brandywine“, eine Mannschaft anzuheuern. Rund 2.000 Menschen wurden auf das Schiff gebracht. Kurz nachdem dieses Vicksburg verlassen hatte, setzten Regenfälle ein. Auf dem überschwemmten Fluss war die Weiterfahrt nicht möglich und die Passagiere wurden rund 110 Kilometer vor ihrem Ziel Little Rock bei Rock Row an Land gesetzt. Dort standen keinerlei Vorräte zur Verfügung, es gab weder Wagen noch Pferde. Von dem Weg, den die Choctaw zu Fuß zurücklegen mussten, standen fast 50 Kilometer unter Wasser. Nach vier Tagen erreichten die Überlebenden des Marsches Little Rock. Dort wurden sie mit Medikamenten, Nahrung und Kleidung versorgt und vereinigten sich mit der Armstrong-Gruppe.

#### Umsiedlung im Herbst 1833 und Vertreibungen nach 1833
Die dritte und letzte von der Regierung angeordnete Umsiedlung fand im Folgejahr statt. Gaines entschied sich wieder für die Route über Vicksburg, aber im Gegensatz zu den Vorjahren erschienen im Oktober nur rund 1000 Choctaw an den Sammelpunkten. Die starken Regenfälle blieben in diesem Jahr aus und der Umzug in das Indianer-Territorium verlief wie geplant.
Für die in Mississippi verbliebenen etwa 6000 Choctaw verschlechterten sich die Bedingungen zusehends. Die versprochenen Bürgerrechte erwiesen sich als nicht ausreichend, um die Indianer zu schützen; sie wurden wiederholt zum Ziel rassistisch motivierter Übergriffe, erlitten Verfolgung und Enteignung. Im Jahre 1836 entschloss sich eine weitere Gruppe von etwa 1000 Choctaw zur Übersiedlung in das Indianer-Territorium, 1600 folgten ein Jahr später und weitere kleinere Gruppen verließen Mississippi wegen der sich verschlechternden Lebensbedingungen in den folgenden Jahren und Jahrzehnten. Um 1910 lebten im ursprünglichen Stammesgebiet nur noch rund 1250 Choctaw. Die Nachfahren der verbliebenen Indianer wurden in den 1940er-Jahren nach Maßgabe des Indian Reorganization Act (englisch für Gesetz zur Reorganisation der Indianer) als Mississippi Band of Choctaw Indians zusammengefasst und erhielten eigene Reservate in Mississippi.

#### Geschätzte Verluste
Genaue Zahlen zu den vertriebenen Choctaw liegen nicht vor. Ausgehend von rund 15.000 umgesiedelten Menschen kommen verschiedene Schätzungen zu dem Schluss, dass allein während der durch die Regierung durchgeführten Trecks etwa 2500 Menschen zu Tode kamen. Wie viele der Vertriebenen bereits auf dem Weg zu den Sammelpunkten, nach Ankunft im Indianer-Territorium oder bei späteren Umsiedlungen verstarben, ist nicht erfasst.

### Muskogee

#### Zerfall der Konföderation
Mitte des 18. Jahrhunderts waren die Muskogee, die von den Siedlern als Creek bezeichnet wurden, eine der mächtigsten und einflussreichsten Nationen des Südens. Die Konföderation verschiedener Stämme, darunter Coushatta, Yamacraw, Shawnee und Alabama, verfügte über mindestens 40 Dörfer in Georgia, Alabama, Tennessee und Florida, sowie eine geschätzte Streitmacht von 1250 bis 6000 Kriegern. Im Zuge der in den Stämmen unterschiedlich akzeptierten und vollzogenen Annäherung an die Lebensgewohnheiten der weißen Siedler zerbrach die Konföderation im Verlauf des Amerikanischen Unabhängigkeitskrieges gegen Ende des Jahrhunderts. Die von den Kolonien weiter entfernt lebenden Stämme der „Upper Creek“ (englisch für Obere Creek) im Alabama-Tal lehnten die Akkulturation ab. Sie stellten sich sowohl während der amerikanischen Revolution als auch im Britisch-Amerikanischen Krieg auf die Seite der Briten. Ihre ehemaligen Bündnispartner, die an Chattahoochee, Ocmulgee und Flint River nahe bei den Weißen siedelnden „Lower Creek“ (englisch für Untere Creek), verhielten sich weitgehend neutral oder pro-amerikanisch. Der Konflikt gipfelte 1813 und 1814 im „Red Stick War“ (englisch für Krieg der Rotstöcke), einem Bürgerkrieg zwischen der anti-amerikanischen und der anpassungswilligen Partei innerhalb der Muskogee. Mit dem Sieg der pro-amerikanischen Muskogee und sie unterstützender amerikanischer Milizen unter Andrew Jackson in der Schlacht am Horseshoe Bend wurde der Widerstand der Traditionalisten endgültig gebrochen, und sie ergaben sich im August 1814.

#### Landabtretungsverträge

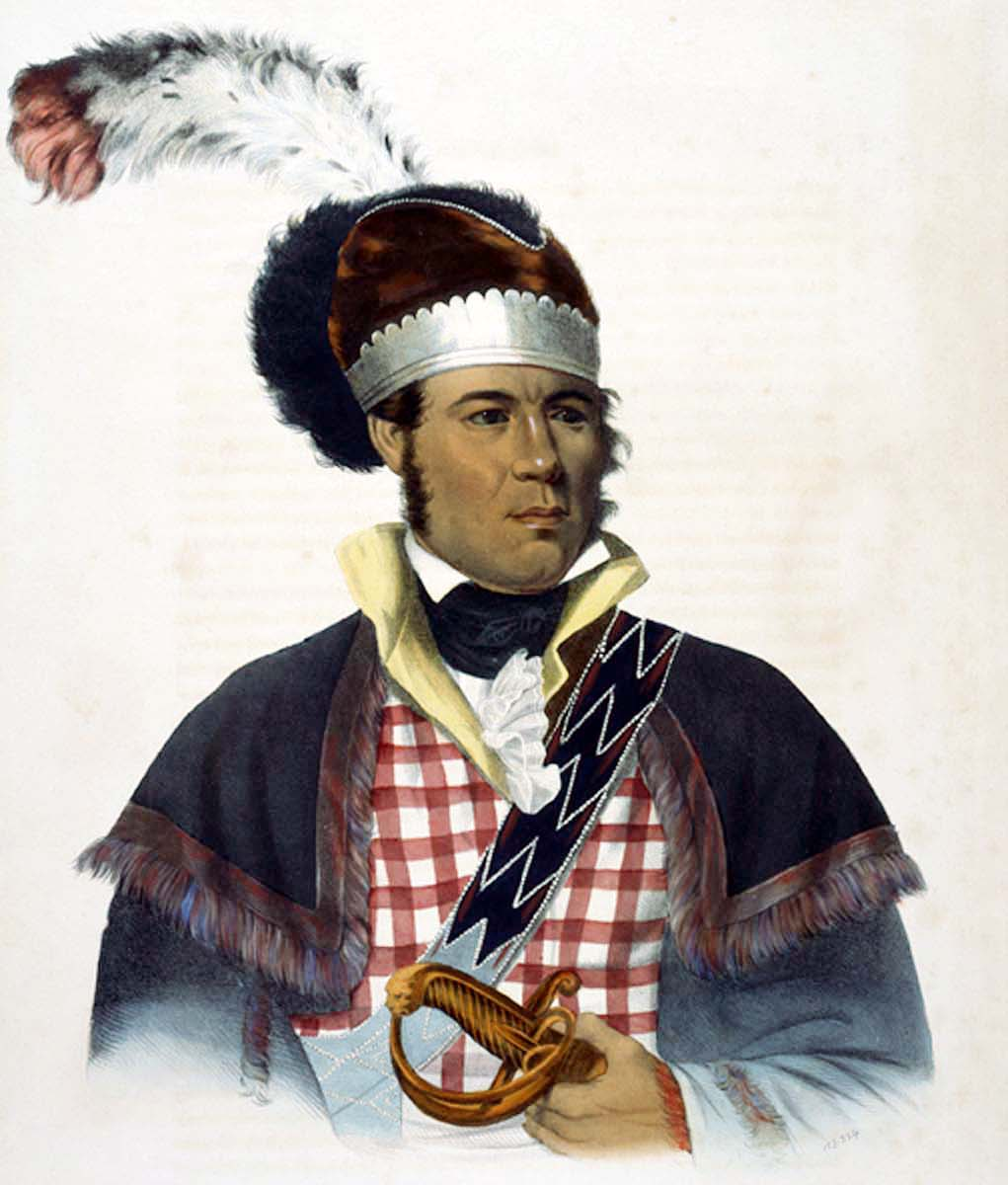
William McIntosh, Unterzeichner des Vertrags von Indian Springs. Porträt von Charles Bird King

Jackson nutzte die Situation nach dem Bürgerkrieg, um die unterlegenen Upper Creek und die mit ihm verbündeten Lower Creek, die er der Beteiligung an der Rebellion bezichtigte, im August zur Unterzeichnung des Vertrags von Fort Jackson zu zwingen. In diesem Vertrag gaben die Muskogee die Rechte an über der Hälfte ihres Landes, rund 81.000 Quadratkilometer (eine Fläche in der Größe Österreichs), an die Vereinigten Staaten ab. Aus diesem Gebiet entstand der Bundesstaat Alabama. Einzelne Stämme der Muskogee verkauften nach und nach weiteres Land, obwohl die Muskogee-Regierung den Verkauf weiterer Stammesgebiete mit der Todesstrafe bedrohte. So unterzeichnete beispielsweise William McIntosh gemeinsam mit anderen Führern der Muskogee am 12. Februar 1825 den Vertrag von Indian Springs, mit dem große Teile des verbliebenen Territoriums an Georgia abgetreten wurden. Kurz nach Ratifizierung des Vertrages wurde McIntosh im Mai desselben Jahres wegen der als Verrat empfundenen Abtretung von einer Gruppe Muskogee um Menawa getötet.
Der Rat der Muskogee protestierte unter Leitung Opothleyaholas erfolgreich gegen den Vertrag. Durch eine neue Vereinbarung, den 1826 geschlossenen Vertrag von Washington, wurde der vorangegangene Vertrag aufgehoben. Damit ist der Vertrag von Indian Springs der einzige ratifizierte Vertrag zwischen den Vereinigten Staaten und einer indianischen Nation, der je annulliert wurde. Die Regierung Georgias weigerte sich jedoch, die 1826 beschlossene Annullierung anzuerkennen und setzte die Vertreibung fort. Ohne weitere Einmischung seitens der Bundesregierung wurden die Lower Creek gewaltsam von ihren Stammesgebieten vertrieben und zogen in kleinen Gruppen ins Indianer-Territorium.
Die noch verbliebenen rund 20.000 Upper Creek in Alabama wurden durch die Gesetze des Bundesstaates weiter eingeschränkt, ihnen wurde beispielsweise die Einrichtung souveräner Stammesregierungen verboten. In einer weiteren Protestnote ersuchten die Upper Creek den inzwischen zum Präsidenten gewählten Jackson um Hilfe. Stattdessen wurden sie jedoch zum Vertrag von Cusseta gezwungen, durch den das Territorium der Muskogee in individuelle Parzellen aufgeteilt wurde. Der Regierung sowie den in das Land der Indianer eindringenden Squattern wurde dadurch der Zugriff auf die Stammesgebiete ermöglicht, ohne sich an die übergeordneten Verträge der Bundesregierung halten zu müssen. Auf die indianischen Landbesitzer wurde zunehmend Druck ausgeübt. Es kam zu Plünderungen, und Farmen wurden in Brand gesteckt, um die einzelnen Familien von ihrem Land zu vertreiben. Der Konflikt zwischen den Muskogee und den weißen Siedlern gipfelte schließlich im Creek-Krieg von 1836. Die Kampfhandlungen zwischen den Parteien wurden mit Hilfe des Militärs durch die vom Indian Removal Act gedeckte gewaltsame Umsiedlung der verbliebenen Muskogee beendet.

#### Abfolge der Umsiedlungen und Vertreibungen
Nach der Ratifizierung des Vertrags von Indian Springs im Jahre 1825 verließen kleinere, wohlhabende Gruppen, die vor allem aus dem Umfeld der Familie McIntosh stammten, ihr Territorium in Richtung Westen. Insgesamt wanderten etwa 1000 bis 1300 Muskogee mit ihren Sklaven ab, um im Arkansas-Tal, dem ihnen zugeteilten Gebiet des Indianer-Territoriums, zu siedeln. Damit sicherten sie sich bevorzugte und landwirtschaftlich attraktive Grundstücke und schufen sich eine gute Ausgangsbasis für ihr individuelles Wohlergehen. Weitere Gruppen und Überlebende des Red Stick War schlossen sich den Seminolen oder Verwandten in den noch nicht von der Vertreibung betroffenen Gebieten an.

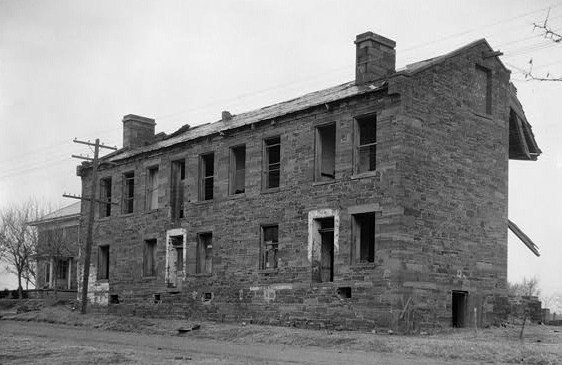
Erhaltenes Kasernengebäude in Fort Gibson, Oklahoma, dem Ankunftsort der Muskogee, Cherokee und Seminolen im Indianer-Territorium; Fotografie von 1934

Im Anschluss an den Creek-Krieg von 1836 wurden in Alabama rund 2500 Muskogee zusammengetrieben und nach Montgomery, Alabama, gebracht. Darunter befanden sich einige hundert Krieger, die gefesselt und unter schwerer Bewachung abtransportiert wurden. Die Deportation dieser Gruppe erfolgte über den Alabama River, auf dem die Muskogee stromabwärts bis zum Golf von Mexiko und dann über den Mississippi und den Arkansas River nach Fort Gibson ins Indianer-Territorium gebracht wurden. Dieser Route folgten in den Jahren 1836 und 1837 weitere 14.000 Muskogee, die kaum mehr mitnehmen durften, als sie am Leib trugen. Während des dreimonatigen Transports in verschiedenen, zeitlich gestaffelten Trecks litten sie unter den sehr heißen Sommern, den Schneestürmen im Winter und verschiedenen Epidemien. Ein Augenzeuge beschrieb, wie während einer dieser Umsiedlungen etliche Indianer erfroren oder vor Erschöpfung zusammenbrachen, während es ihren Verwandten nicht erlaubt war, ihre Toten zu beerdigen und die notwendigen Riten durchzuführen.
Eine weitere Gruppe von rund 4000 Frauen, Älteren und Kindern wurde im März 1837 in Lagern zusammengetrieben. Ihren Familien war von der Regierung versprochen worden, sie von der Umsiedlung auszunehmen, wenn ihre Männer auf Seiten der Vereinigten Staaten im Seminolenkrieg kämpften. Bis diese im September bei ihren Familien ankamen, starben viele der Internierten angesichts der Bedingungen in den Lagern an grassierenden Krankheiten. Die Überlebenden folgten ebenfalls der Route über New Orleans und den Golf von Mexiko; allein bei der Havarie eines der nicht seetüchtigen Schiffe, die sie transportierten, kamen 311 Deportierte ums Leben. Die meisten Vertriebenen siedelten in der Region um das heutige Okmulgee, Oklahoma. Nach einer Phase gespannter Beziehungen zwischen den Upper und Lower Creek im neuen Territorium wurde der Bund erneuert, und die souveräne Muskogee (Creek) Nation of Oklahoma entstand.
Einige wenige Familien verblieben in Alabama, ihre Nachfahren bilden heute den Poarch Band of Creek Indians, der als einziger indianischer Stamm auf dem Gebiet Alabamas die staatliche Anerkennung erhielt. Sie leben überwiegend in der Poarch-Creek-Reservation in Escambia County.

#### Geschätzte Verluste
Es gibt keine eindeutig belegten Zahlen bezüglich der Vertreibung und der daraus resultierenden Verluste der einzelnen Stämme der Konföderation. Wie viele der ursprünglich im Südosten lebenden Muskogee tatsächlich vertrieben wurden, ist unbekannt, lediglich die im Rahmen der staatlichen Umsiedlung durch die Indianeragenten erfassten Zahlen sind gesichert. Laut einer am 17. Januar 1838 in der Arkansas Gazette veröffentlichten Verlautbarung des verantwortlichen Offiziers der Vereinigten Staaten wurde das gesamte 21.000 Menschen umfassende Volk weitgehend problemlos umgesiedelt. Im direkten Anschluss an die Umsiedlung starben mindestens 3500 Menschen an als „Lungenfieber“ bezeichneten Krankheiten. Unklar ist, wie viele Muskogee sich dem Druck der Siedler beziehungsweise der Bundesstaaten beugten und sich in kleinen Familiengruppen zu Verwandten in den Sümpfen Floridas oder ins Indianer-Territorium durchschlugen. Es ist ebenfalls nicht bekannt, wie viele Indianer bereits vor Beginn der Trecks in den Lagern oder bei den militärischen Konflikten verstarben. Der Anthropologe Russell Thornton geht aufgrund eingehender Forschungen davon aus, dass durch die direkten und indirekten Folgen der Vertreibung etwa 50 Prozent des Volkes vernichtet wurden.

### Chickasaw

#### Freiwillige Landabtretung
Die Chickasaw, ein zahlenmäßig kleines Volk mit rund 5000 Stammesangehörigen und 1200 Sklaven, siedelte in den Bundesstaaten Mississippi, Alabama und Tennessee. Sie erkannten nach Erlass des Indian Removal Act frühzeitig die Ausweglosigkeit der Situation und entschieden sich zur freiwilligen Umsiedlung, um eine bestmögliche Ausgangssituation für das Wohlergehen ihrer Nation zu erreichen. Nach einem ersten Landabtretungsvertrag, dem Vertrag von Old Town aus dem Jahre 1818, unterschrieb der Rat der Chickasaw 1830 den Vertrag von Franklin. Darin wurde der Austausch angemessener Gebiete im Westen gegen das ursprüngliche Land der Chickasaw vereinbart. Die Vereinbarung wurde vom Kongress der Vereinigten Staaten nicht ratifiziert, da dem Stamm kein entsprechendes Gebiet im Indianer-Territorium angeboten werden konnte. Erste Expeditionen der Chickasaw wurden in den Westen geschickt, um die Umsiedlung vorzubereiten.
Mit dem Vertrag von Pontotoc wurde 1832 ein weiterer, vorerst nicht ratifizierter Vertrag verhandelt, der einen Verkauf der rund 26.000 Quadratkilometer großen Chickasaw-Gebiete gegen drei Millionen Dollar regelte (die Fläche entspricht der Größe Siziliens). Im Jahr 1834 folgte im Vertrag von Washington eine weitere Vereinbarung, mit der der vorangegangene Vertrag Gültigkeit erlangte, obwohl noch keine neuen Gebiete im Indianer-Territorium für die Chickasaw zur Verfügung standen.

#### Siedlungsgebiet im Choctaw-Territorium
Nach mehreren Expeditionen in den Jahren zwischen 1832 und 1837 scheiterten wiederholt Verhandlungen mit den Choctaw, in deren von der Regierung zugeteiltem Abschnitt des Indianer-Territoriums das bevorzugte Siedlungsgebiet der Chickasaw lag. Auf Druck der Regierung, die versuchte, die Umsiedlung zu beschleunigen, schlossen die Chickasaw und die Choctaw trotz ihrer gespannten Beziehungen den Vertrag von Doaksville. In der am 17. Januar 1837 unterschriebenen Vereinbarung erhielten die Chickasaw gegen Zahlung von 530.000 Dollar das Recht, im Westen des Choctaw-Gebietes, dem heutigen Südwesten Oklahomas, zu siedeln. Die ursprünglichen Pläne der Chickasaw, das Land zum Aufbau einer souveränen Nation zu kaufen, wurden dadurch vereitelt. Sie erhielten das Gebiet nur als Leihgabe, zusätzlich wurde ihnen die Vertretung ihrer Interessen im Rat der Choctaw gestattet.

#### Umsiedlung
Bereits zu Beginn der sich abzeichnenden, durch die Regierung veranlassten Umsiedlung zogen kleinere, besonders aus der wohlhabenden Schicht stammende Familiengruppen ins Indianer-Territorium und sicherten sich dadurch frühzeitig individuell Gebiete in bevorzugten Lagen. Die von der Regierung durchgeführte Umsiedlung von 3001 Stammesmitgliedern und Sklaven begann im Sommer 1837. Unter Leitung von A. M. M. Upshaw und John M. Millard wurden die Chickasaw am 4. Juli 1837 nach Memphis gebracht. Von dort aus sollten sie entlang der bereits von den Choctaw und Muskogee benutzten Routen in den Westen ziehen. Im Gegensatz zu den vorangegangenen Umsiedlungen wurde die Umsiedlung der Chickasaw deutlich sorgfältiger geplant. Entlang der Route standen ausreichend Vorräte und Unterkünfte zur Verfügung. Die Chickasaw durften sowohl Vieh als auch eigene Ponys und Karren verwenden, um ihren Besitz zu transportieren. Einige der Clans entschieden sich für eigene Gruppen, die ohne Aufsicht durch Regierungsbeamte ins Indianer-Territorium zogen, und bezahlten ihre Umsiedlung aus einem von der Stammesregierung zur Verfügung gestellten Fond. Diese selbst organisierten und finanzierten Trecks kosteten die Nation rund 100.000 Dollar, wobei die Chickasaw davon ausgingen, dass die Zahlungen der Regierung bald eintreffen würden.

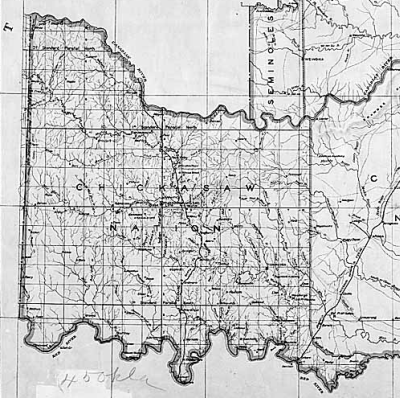
Karte des Siedlungsgebietes der Chickasaw in Oklahoma nach Wiedererrichtung der Chickasaw-Nation, 1891

Im Gegensatz zu der vom Rat der Chickasaw geplanten Vorgehensweise zur Wiedererrichtung der Nation im Westen wurden viele der umgesiedelten Stammesmitglieder in der Nähe bereits vorhandener Choctaw-Dörfer sesshaft. Das Volk verlor in der Folge seine eigenständige Identität und ging in der Nation der Choctaw auf. Erst im Jahre 1854 und nach Zahlung weiterer Summen an die Choctaw gelang es den Chickasaw, sich wieder eine eigene Verfassung zu geben. Die Nachfahren einiger nicht umgesiedelter Chickasaw, überwiegend Witwen und Waisen, deren Umsiedlung nicht finanziert wurde, bilden den 2005 von South Carolina anerkannten Stamm der Chaloklowa Chickasaw Indian People of South Carolina.

#### Geschätzte Verluste
Die Verluste der Chickasaw während der verschiedenen Trecks waren aufgrund der guten Vorbereitung und der zur Verfügung stehenden Gelder verhältnismäßig gering. Allerdings grassierte zu Beginn der Umsiedlung innerhalb der Bevölkerung eine Pockenepidemie und es kam nach der Wiederansiedlung wiederholt zu Konflikten mit den bereits im Indianer-Territorium lebenden und angestammten Völkern. Insgesamt kamen durch die Umsiedlung und deren Folgen etwa 500 bis 600 Chickasaw zu Tode.

### Cherokee

#### Bevölkerungswachstum und Goldrausch

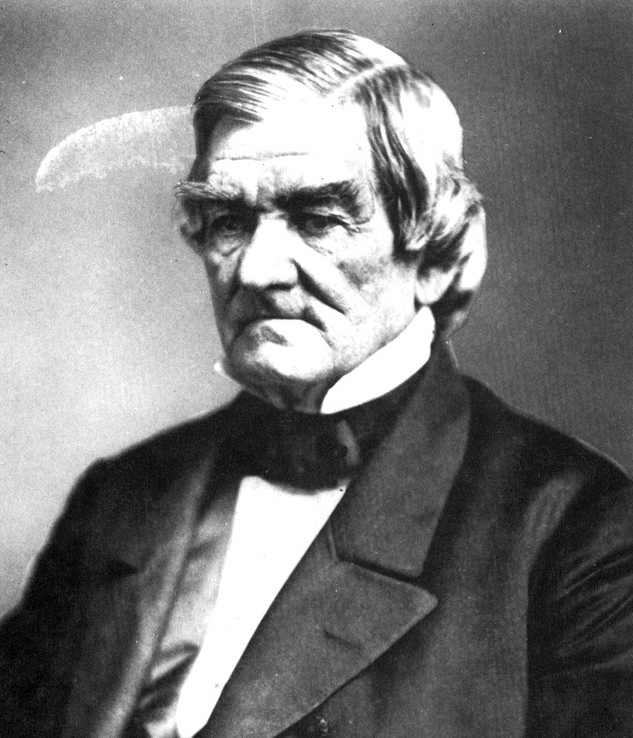
John Ross, Oberster Stammesführer der Cherokee, während der Umsiedlung; Fotografie aus dem 19. Jahrhundert

Die Cherokee besiedelten Gebiete in Alabama, Georgia, North Carolina und Tennessee. Die in hohem Maße an die Lebensweise der Weißen angepassten Stämme wurden bis etwa 1820 durch den enormen Bevölkerungszuwachs weißer Siedler zurückgedrängt, konnten ihre durch Verträge zugesicherten Stammesgebiete und Reservationen jedoch halten. Nach ersten Goldfunden 1829 in Dahlonega, Georgia, die den ersten Goldrausch in den Vereinigten Staaten auslösten, änderte sich jedoch die Haltung der Regierung Georgias gegenüber den in dem Gebiet siedelnden Ureinwohnern. Die Regierung erließ Gesetze, die den Cherokee verschiedene Rechte entzogen, darunter auch die Schürfrechte für ihr eigenes Land. Dies geschah unter Angabe verschiedener Gründe, beispielsweise die von offizieller Seite vertretene Behauptung, dass Indianer nicht in der Lage seien, ihre Ländereien effektiv zu bewirtschaften und diese durch Weiße besser genutzt werden könnten. Spätere Untersuchungen haben ergeben, dass die Cherokee sich zu diesem Zeitpunkt in einem wirtschaftlichen Aufschwung befanden und die aus Europa stammenden agrarwirtschaftlichen Techniken nutzbringend für sich adaptierten und einsetzten.

#### Rechtliche Schritte gegen Georgia
Die Cherokee bemühten sich, auf juristischem Wege eine Verbesserung ihrer Situation zu erreichen und den Bundesstaaten Eingriffe in das Siedlungsgebiet zu verbieten sowie ihre individuellen Rechte zu schützen. Sie wandten sich unter Leitung John Ross', eines hochangesehenen Cherokeehäuptlings, im Juni 1830 mit dem Fall Cherokee Nation gegen Georgia an den Obersten Gerichtshof der Vereinigten Staaten. Unterstützt wurden die Cherokee von einigen Kongressabgeordneten, darunter auch Davy Crockett, Daniel Webster und Theodore Frelinghuysen, auf deren Vorschlag hin William Wirt die juristische Vertretung des Falles übernahm. Wirt beantragte die Annullierung aller von Georgia erlassenen Gesetze, die das Recht der souveränen Nation der Cherokee einschränkten. Der Oberste Gerichtshof wies die Klage jedoch mit der Begründung ab, es handle sich bei den Indianern nicht um einen eigenständigen Staat, sondern um eine „domestic dependent nation“ (englisch für eine einheimische und abhängige Nation), die als solche keine Rechte einklagen könne. Der Oberste Gerichtshof deutete jedoch an, weitere Fälle, die von einem bundesstaatlichen Gericht zur Berufung weitergeleitet würden, im Sinne der Indianer anzunehmen und zu entscheiden.
Als Folge dieser Ablehnung versuchten die Cherokee, ihre Rechte über eine Zivilklage durchzusetzen. Im Fall Worcester gegen Georgia entschied der Oberste Gerichtshof 1832 wie angekündigt für die Cherokee. In der vom Obersten Bundesrichter John Marshall vorgetragenen Urteilsbegründung hieß es, dass ein Bundesstaat nicht das Recht habe, in die internen Angelegenheiten der Indianer einzugreifen oder über ihr Territorium zu verfügen. Das Urteil kam jedoch zu spät, der Indian Removal Act hatte bereits Gültigkeit erlangt und wurde von Jackson unter Missachtung der richterlichen Entscheidung umgesetzt. Diese beiden Entscheidungen beeinflussen bis heute die Politik der Regierung der Vereinigten Staaten gegenüber den amerikanischen Ureinwohnern.

#### Vertrag von New Echota

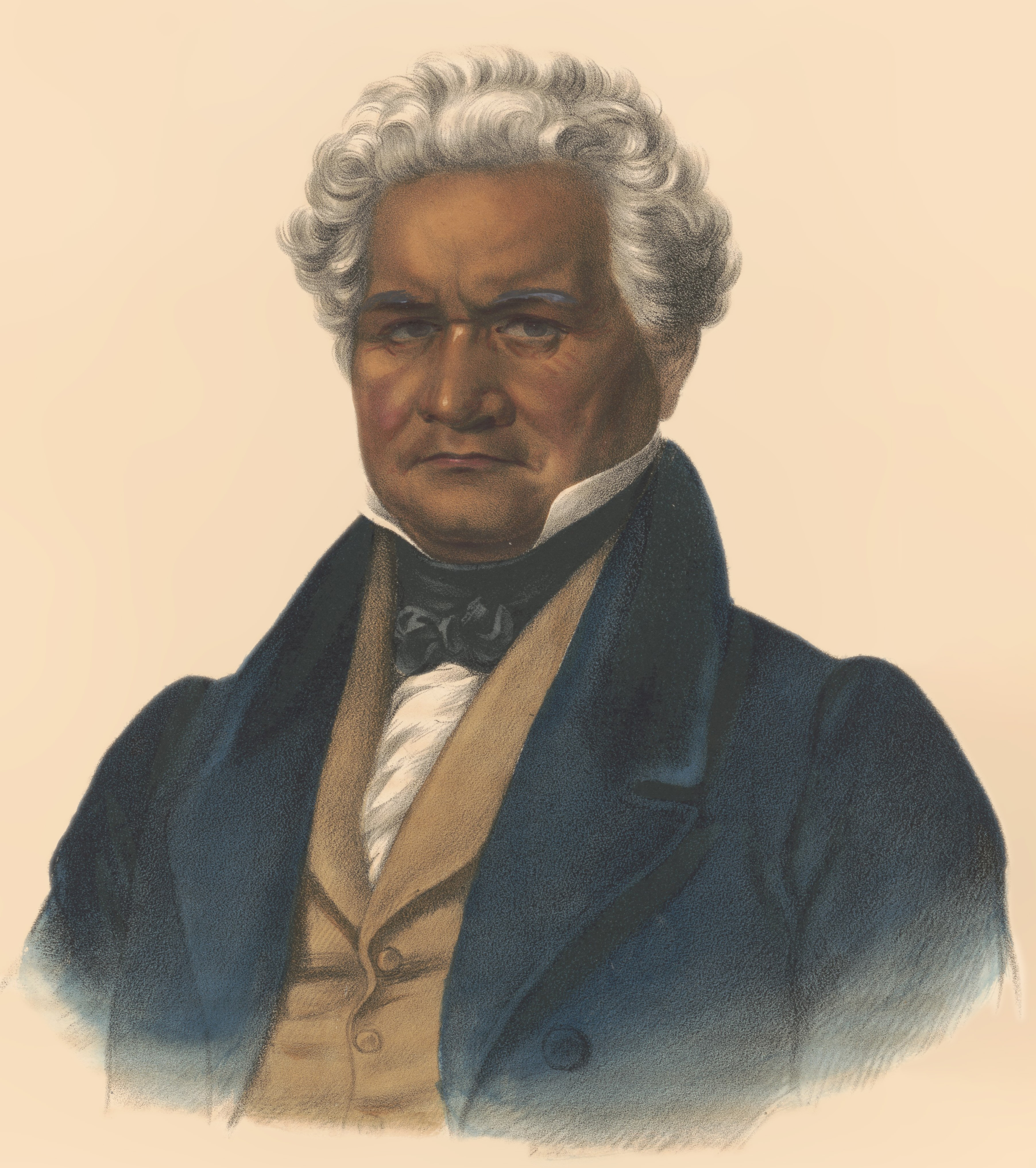
Major Ridge, porträtiert von Charles Bird King, 1834

Angesichts der äußeren Bedrohungen der sich als souverän verstehenden Nation kam es zu internen politischen Differenzen in der Frage der Umsiedlung. John Ross, hinter dem mit etwa 17.000 Cherokee der weitaus größere Teil des Volkes stand, argumentierte gegen eine Umsiedlung und jedes freiwillig unterschriebene Abkommen, welches eine solche begünstigte. Seiner Ansicht nach waren die Cherokee spirituell und kulturell untrennbar mit dem Land ihrer Vorfahren verbunden, ein Überleben des Volkes nur dort denkbar. Dieser Position stand die von etwa 500 Stammesmitgliedern unterstützte „Treaty Party“ (englisch für Vertragspartei) um Major Ridge gegenüber, die für eine freiwillige Umsiedlung warb. Ihre Vertreter verstanden die Nation als einen gesellschaftlichen Zusammenschluss von Menschen, deren Überleben nicht durch das Land, sondern durch ihre Existenz als Volk gesichert wurde. Diese auch durch ökonomische Faktoren beeinflusste Sicherheit sahen sie in der freiwilligen Umsiedlung ins Indianer-Territorium.
Mitglieder der Treaty Party, darunter Major Ridge und sein Sohn John Ridge, unterschrieben gegen den Widerstand des Volkes am 29. Dezember 1835 den Vertrag von New Echota. In diesem Vertrag wurden die Abtretung aller Cherokee-Gebiete östlich des Mississippi gegen 5 Millionen Dollar und die Zuteilung neuer Siedlungsgebiete im Indianer-Territorium vereinbart. John Ross verfasste eine Protestnote, die er persönlich nach Washington, D.C. brachte, wo er deutlich machte, dass weder die gewählten Führer der Nation noch die breite Mehrheit des Volkes den Vertrag unterstützten. Obwohl prominente Fürsprecher ihn im Kongress unterstützten und Ross eine Liste mit 15.000 Unterschriften gegen den Vertrag vorlegte, wurde die Vereinbarung am 23. Mai 1836 mit nur einer Stimme Mehrheit ratifiziert. Die Zwangsumsiedlung der Cherokee wurde dadurch gesetzmäßig. Als Datum der Umsiedlung wurde der 23. Mai 1838 beschlossen. Noch während Ross vor dem Kongress seine Ansichten vortrug und um den Erhalt der östlichen Stammesgebiete für die Cherokee kämpfte, zogen die Mitglieder und Anhänger der Treaty Party und Major Ridges Familie in den Westen.

#### Zusammentreiben der Cherokee

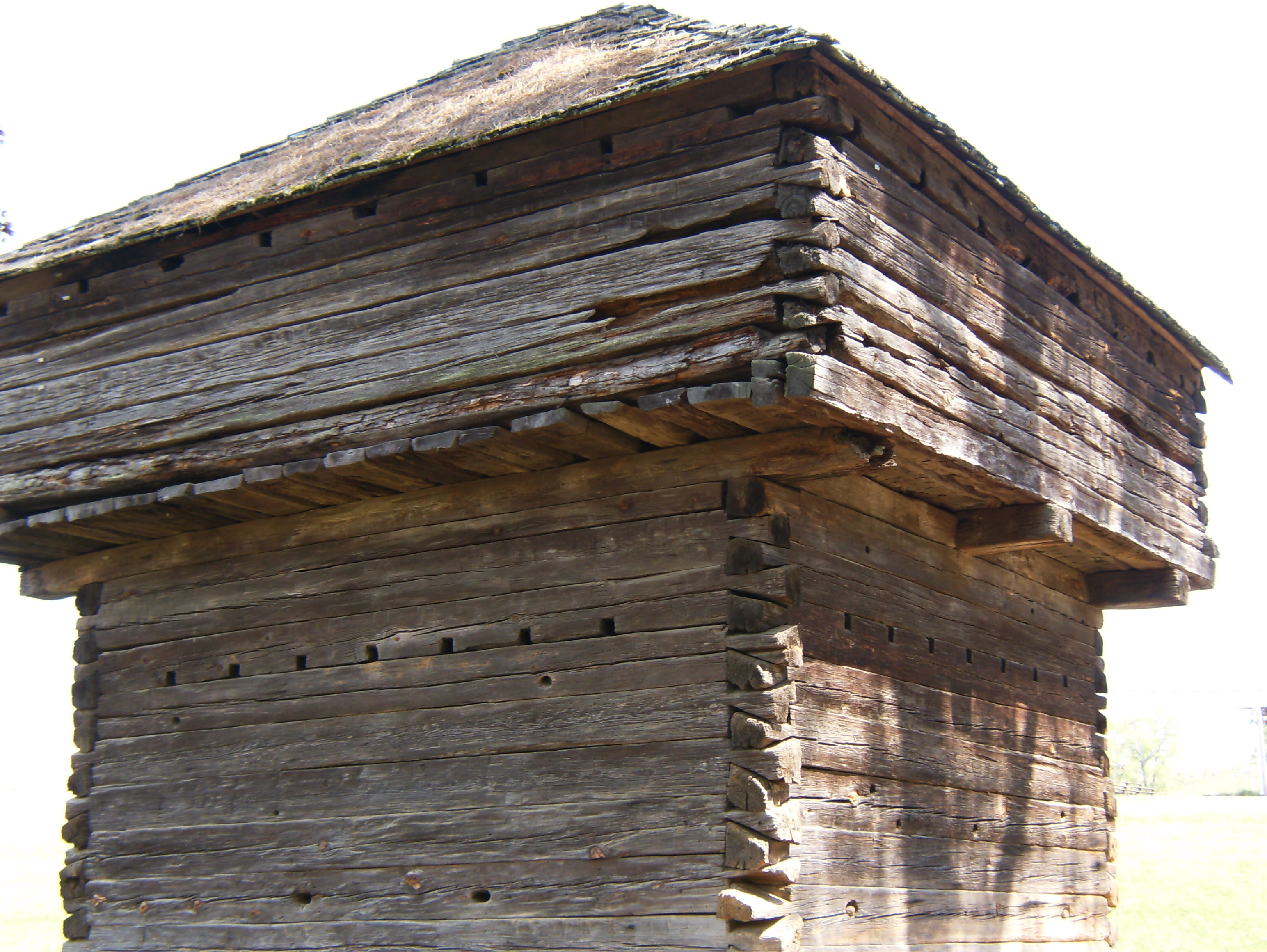
Überreste von Fort Marr in Georgia, einziges erhaltenes Gebäude der Internierungslager für die Cherokee

Nach Ratifizierung des Vertrags von New Echota begann das Militär mit Hilfe Freiwilliger im Süden mit dem Bau mehrerer von Palisaden umgebener Forts. Diese in der Literatur auch als Konzentrationslager bezeichneten Gefängnisse sollten die Cherokee bis zu ihrem Abtransport ins Indianer-Territorium aufnehmen; mit Unterkünften und Vorräten wurden sie nur dürftig ausgestattet. Viele der Soldaten und auch mehrere Offiziere sympathisierten mit den Cherokee und lehnten die Beteiligung an der Deportation ab. Nach mehreren abgelehnten Berufungen übernahm schließlich General Winfield Scott die Aufgabe, die Cherokee mit Hilfe von 7000 aus dem Norden entsandten Soldaten zusammenzutreiben. Die Cherokee, die keinerlei Anstalten machten, den Umzug vorzubereiten, wurden ab 17. Mai 1838 mit Waffengewalt aufgefordert, die Lager in Gunter’s Landing, Ross’s Landing und Hiwassee Agency oder beispielsweise die Forts Lindsey, Scott, Montgomery, Butler in North Carolina, Gilmer, Coosawatee, Talking-Rock in Georgia, Cass in Tennessee oder Turkeytown in Alabama aufzusuchen. Teilweise blieb den Indianern nur eine Stunde Zeit, um ihren Besitz zu packen. Nach zehn Tagen, die als „Cherokee Round-ups“ (englisch für [Vieh] zusammentreiben) bezeichnet werden, waren die Cherokee größtenteils in die Lager verbracht worden. Die Pferde und das Vieh der Deportierten wurden enteignet und von den Indianeragenten oder Soldaten verkauft. Manche Familien wurden durch die Round-ups auseinandergerissen und konnten auch nach der Umsiedlung nicht wieder vereint werden. Einem Teil der Cherokee, etwa 1000 bis 1100 Personen, gelang es, zu fliehen und sich in den unzugänglichen Bergregionen der Appalachen zu verstecken oder auf dem Land vor allem schottischer Siedler Zuflucht zu finden. Ihre Nachfahren bilden heute den Eastern Band of Cherokee Indians.

#### Cherokee Trail of Tears
Rund 13.000 internierte Cherokee verbrachten den Sommer in den Lagern. Krankheiten grassierten, und weiße Händler schmuggelten Alkohol in die Forts, der die desolate Situation zusätzlich verschlechterte. Einige Historiker gehen davon aus, dass in dieser Phase der Umsiedlung bereits mehr Cherokee starben als auf dem Weg in die neuen Siedlungsgebiete. Nach Ross’ Rückkehr aus Washington überzeugte er die Verantwortlichen, die Umsiedlung der Cherokee in die Hände der Stammesregierung zu legen. Er plante die Umsiedlung in 13 Gruppen zu je 1000 Personen. Mit dieser Entscheidung vermied Ross den Abtransport der Cherokee in einem einzelnen großen Treck, der kaum zu versorgen gewesen wäre. Er verhinderte dadurch zusätzliche Verluste, die durch Unterversorgung und Krankheiten zu erwarten gewesen wären. Die Gruppen verließen die Lager im Lauf des Herbstes 1838, der letzte Treck unter Leitung von John Drew verließ den Osten am 5. Dezember 1838.
Die Bedingungen, unter denen die von den Cherokee auch als „Marsch der tausend Meilen“ bezeichnete Umsiedlung begann, waren katastrophal. Die Cherokee weigerten sich die Lager und damit ihre Heimat zu verlassen. Sie wurden mit Waffengewalt und Schlägen gezwungen, sich in Bewegung zu setzen. Sie traten die Umsiedlung aufgrund der Round-ups sehr schlecht vorbereitet und wegen des langen Lageraufenthalts in einem schlechten Gesundheitszustand an. Durch die Verladung eines kleinen Teils der Cherokee auf Schiffe und den Abmarsch anderer zu Fuß kam es zu weiteren Trennungen von Familien. Die beiden Hauptrouten der Cherokee stellen insgesamt die nördlichsten Umsiedlungsstrecken der indianischen Umsiedlungsrouten dar. Auf beiden Routen, zum einen auf dem Marsch über Tennessee, Kentucky, durch das südliche Illinois und Missouri, zum anderen auf dem Wasserweg über die Flüsse Tennessee, Ohio, Arkansas und Mississippi, litten die Cherokee unter Winterstürmen mit Temperaturen weit unter dem Gefrierpunkt. Neben den Todesfällen durch Erfrieren, aufgrund sehr knapper Rationen verursachter Unterernährung, durch Unfälle und Erschöpfung starben weitere Stammesmitglieder an Krankheiten wie Masern, Cholera, Keuchhusten und Ruhr. Dies betraf besonders die Kinder und die Ältesten des Volkes, für die der bis zu sechsmonatige Fußmarsch in das knapp 2000 Kilometer entfernte Indianer-Territorium kaum zu bewältigen war. Begleitende Soldaten waren von der Brutalität des Marsches erschüttert, beispielsweise beschrieb ein Freiwilliger aus der Georgia-Miliz die Deportation trotz seiner späteren Erfahrungen im amerikanischen Bürgerkrieg rückblickend als „…das grausamste Werk, das ich je gesehen habe.“ Die Cherokee bezeichnen die Umsiedlung als „Nunna daul Tsuny“ (Cherokee für Der Weg, auf dem wir weinten). Als verlustreichste der Deportationen wurde sie zum Inbegriff der Vertreibung indianischer Nationen aus dem Südosten.

#### Geschätzte Verluste
Die Cherokee bemühten sich, ihre Verluste während der gesamten Umsiedlung selbst zu dokumentieren. Allerdings gelang es ihnen in vielen Fällen nicht, mit der Entwicklung Schritt zu halten, rituelle Begräbnisse und Abschiedszeremonien waren nur in wenigen Fällen möglich. Spätere Untersuchungen und die Auswertung der verschiedenen Transportlisten der Regierung lassen auf Opferzahlen von mindestens 4000 Menschen schließen, wobei sich die Zahl nach neueren Forschungen um die 8000 bewegen dürfte. In dieser Schätzung werden auch die in den Lagern verstorbenen Cherokee berücksichtigt. Weitere Todesfälle ereigneten sich nach Ankunft im Indianer-Territorium. Dazu zählen die durch Konflikte mit anderen Völkern oder früher umgesiedelten Cherokee verursachten Tode sowie die durch den Rat beschlossene Hinrichtung der männlichen Mitglieder der Familie Ridge und anderer Unterzeichner des Vertrags von New Echota.

### Seminolen

#### Vertrag von Payne’s Landing

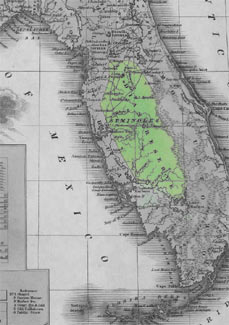
Reservat der Seminolen im Zentrum Floridas (hier grün eingefärbt); Karte aus dem Jahr 1831

Die heterogene Gruppe der Seminolen lebte nach dem Verkauf Spanisch-Floridas an die Vereinigten Staaten ab 1823 in einer Reservation im Zentrum Floridas. Sie setzte sich neben älteren Stämmen der Region wie den Apalachicola oder den Timucua auch aus verschiedenen Familienclans und Flüchtlingen der Muskogee zusammen. Ein großer Teil der Nation bestand aus afroamerikanischen oder Sklaven gemischter Abkunft, beziehungsweise freigelassenen oder geflohenen ehemaligen Sklaven aus dem Norden. Das sumpfige Binnenland Floridas war nicht dazu geeignet, die in der Reservation lebenden Menschen zu ernähren, weswegen diese vor allem im Norden ihres Siedlungsgebietes jagten und Vorräte beschafften. Die dort lebenden Siedler betrachteten die eindringenden Seminolen mit großem Misstrauen. Das lag besonders an der engen Verbindung zwischen den Indianern und den bei ihnen lebenden Afroamerikanern. Obwohl vonseiten der weißen Siedler keinerlei wirtschaftliches Interesse an dem Reservationsgebiet bestand, drängten diese um 1830 auf eine Umsiedlung der Seminolen.
Hunger, Missernten und die fehlende wirtschaftliche Perspektive überzeugten die Führung der Seminolen, Vertragsverhandlungen mit der Regierung aufzunehmen. Nach dem Willen der Vereinigten Staaten sollten die Seminolen sich im Indianer-Territorium den Muskogee anschließen und alle entlaufenen Sklaven ihren Besitzern zurückgeben. Im Vertrag von Payne’s Landing vom 9. Mai 1832 wurde schließlich die Aufgabe der Reservation gegen neue Gebiete im Indianer-Territorium festgelegt. Als Voraussetzung zur Ratifizierung wurde festgelegt, dass im Indianer-Territorium geeignete Gebiete für die Seminolen gefunden werden konnten. Um solche Gebiete zu finden, reiste eine Delegation der Indianer in den Westen. Nach Beendigung der Expedition im Frühjahr 1833 wurden die sieben Teilnehmer noch im Indianer-Territorium zur Unterschrift des Vertrages von Fort Gibson gezwungen. Dieser bestätigte, dass die Seminolen geeignetes Land im Westen gefunden hatten, und ermöglichte dem Kongress die Ratifizierung des Vertrages von Payne’s Landing im April 1834. Dies geschah ohne weitere Information und Anhörung der Seminolen in Florida. Die Deportation sollte bis 1835 durchgeführt werden.

#### Zweiter Seminolenkrieg

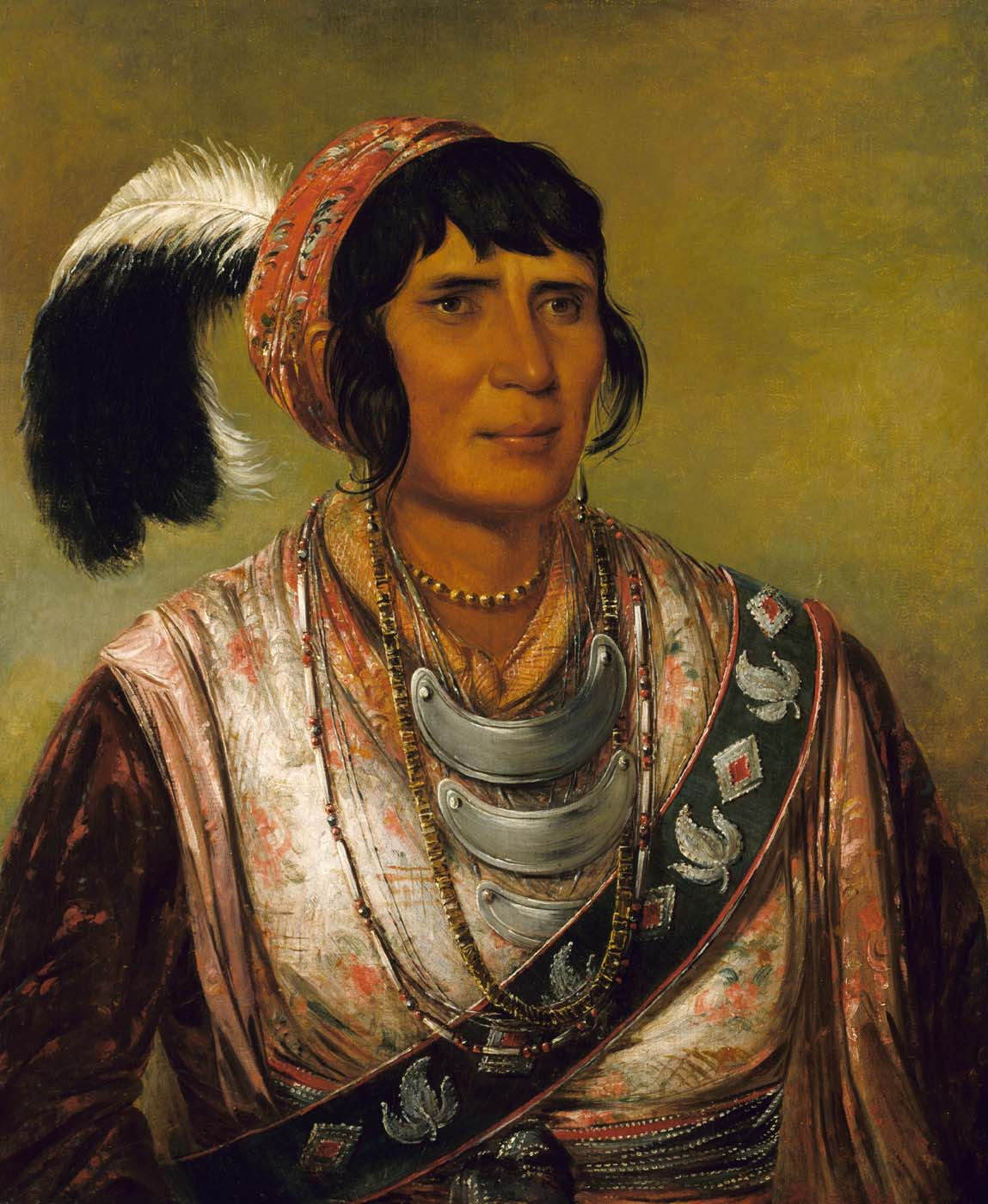
Osceola, Anführer der Seminolen, während des Zweiten Seminolenkrieges; Porträt von George Catlin, 1838

Die verschiedenen Gruppierungen innerhalb der Seminolen weigerten sich, der Aufforderung zur Umsiedlung zu folgen. Ihrer Auffassung nach wurden sie nicht angemessen an der Entscheidung beteiligt. Hinzu kamen die Bedenken, sich einem ihnen fremden Volk anschließen zu müssen. Die Angst der einflussreichen afroamerikanischen Gruppen und der Schwarzen Seminolen hatte ebenfalls Einfluss auf diese Weigerung. Die einen integralen Bestandteil der Stämme bildenden Afroamerikaner befürchteten, erstmals oder wieder versklavt zu werden. Der Widerstand der Seminolen gipfelte zum Zeitpunkt der geplanten Umsiedlung im Januar 1836 im Zweiten Seminolenkrieg. Der Krieg zog sich bis zum Tod Osceolas, des wichtigsten Anführers der Seminolen, im Jahre 1842 hin. Dieser Krieg gilt als der längste und teuerste Indianerkrieg in der Geschichte der Vereinigten Staaten. Er kostete 1500 amerikanischen Soldaten und einer unbekannten Anzahl weißer und indianischer Zivilisten das Leben und verschlang über 30 Millionen Dollar. Während des Krieges gefangen genommene Seminolen wurden in das Indianer-Territorium deportiert.

#### Umsiedlung nach 1842
Nach Beendigung des Zweiten Seminolenkrieges wurden rund 4000 Seminolen und ihre Alliierten afroamerikanischer Abstammung unter Zuhilfenahme des Militärs in den Sümpfen aufgespürt, gejagt und zusammengetrieben. Sie wurden in zwei Lagern in der Umgebung von Tampa, Florida, interniert. Dort litten die Frauen und Kinder besonders, für sie waren kaum Rationen oder Kleidung vorhanden. Weiße verschafften sich mit Hilfe der militärischen Befehlshaber Zutritt zu den Lagern und versuchten, entlaufene Sklaven und Indianer afroamerikanischer Abstammung aus ihren Familienverbänden herauszulösen und sie in die weiße Sklaverei zu überführen, was in etlichen Fällen auch gelang. Die Seminolen wurden in kleineren Gruppen nach und nach mit Dampfschiffen über den Golf von Mexiko nach New Orleans verschifft. Dort folgten sie dem Wasserweg über den Mississippi und den Arkansas River nach Fort Gibson ins Gebiet der Muskogee im Indianer-Territorium. Sie gingen jedoch nicht in der Nation der Muskogee auf, sondern bildeten die Seminole Nation of Oklahoma. Zu dieser Nation gehören auch zwei Stämme der Schwarzen Seminolen, die sich heute als „Freedmen“ (englisch für befreite Menschen) bezeichnen. Einige Hundert Seminolen versteckten sich in den Everglades, um der Deportation zu entgehen. Diese unterwarfen sich auch im Dritten Seminolenkrieg (1855–1858) nicht der amerikanischen Regierung. Infolge dieses Krieges kam es zur Deportation von nochmals etwa 200 Gefangenen. Die Nachfahren der in Florida verbliebenen Seminolen bilden heute sowohl den Seminole Tribe of Florida wie auch den Miccosukee Tribe of Indians of Florida.

#### Geschätzte Verluste
Über die Verluste der Seminolen, deren Umsiedlung und Vertreibung sich von 1820 bis etwa 1850 hinzog, ist nur wenig bekannt. Insgesamt wurden von den knapp 5000 in Florida siedelnden Indianern geschätzte 2833 umgesiedelt, das bedeutet, sie kamen im Indianer-Territorium an. Wie viele in den Lagern oder auf dem Weg nach Westen starben oder in die Sklaverei der Weißen gerieten, ist unbekannt. Die Zahl der im Zweiten Seminolenkrieg getöteten Seminolen ist ebenfalls nicht dokumentiert; die überlebende Gruppe, die sich in den Sümpfen Floridas festsetzte und dauerhaft der Umsiedlung entzog, umfasste 250 bis 500 Menschen.

## Folgen der Vertreibung

### Lebensbedingungen in den Reservaten

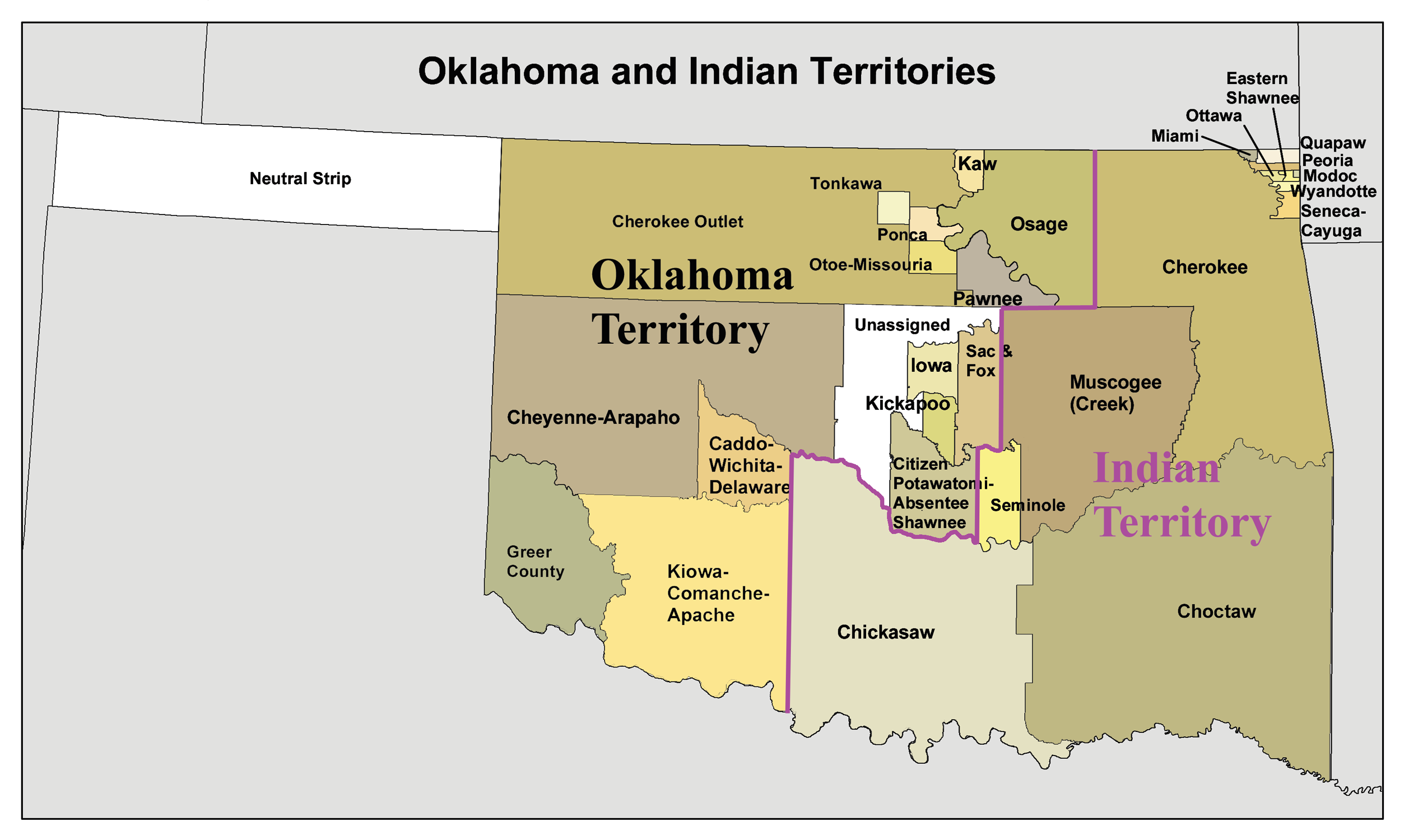
Karte des Indianer-Territoriums und des benachbarten Oklahoma Territory mit Darstellung der jeweilig den Völkern zugeteilten Gebiete um 1890

Die durch die Zwangsumsiedlung und die zahlreichen Verluste traumatisierten Stämme trafen im Indianer-Territorium auf eine ihnen größtenteils fremde Welt. Die Umweltbedingungen im eher kargen Indianer-Territorium unterschieden sich deutlich von den sehr fruchtbaren und infrastrukturell gut erschlossenen Siedlungsgebieten, aus denen die Völker stammten. Die stark an die Lebensweise der Weißen angepassten „zivilisierten Nationen“ lebten in Angst vor den ihrer Ansicht nach „wilden Stämmen“, wie sie die ursprünglichen Bewohner des Landes bezeichneten. Es kam wiederholt zu Konflikten und Kämpfen mit den nomadisch lebenden Prärie-Indianern, zu denen beispielsweise die Sioux, Cheyenne, Comanche und Blackfoot gehörten. Deren Siedlungsgebiete und Lebensraum wurden durch die Ankunft von rund 100.000 Indianern aus dem Südosten eingeschränkt. Dies führte zunächst zu einer gedrängten Ansiedlung der Deportierten rund um die größeren Städte und Forts, durch die sich die Neuankömmlinge Schutz vor den Prärie-Indianern versprachen, aber auch zu zunehmenden Problemen unter den verschiedenen Stämmen. Das Ausbleiben von Waffenlieferungen, die den neu angesiedelten Stämmen zur Selbstverteidigung von den Vereinigten Staaten zugesichert worden waren, verschärfte die Situation.
Neben Verlusten durch diese Feindseligkeiten und Auseinandersetzungen unter den umgesiedelten und teilweise verfeindeten Völkern kam es zu weiteren, in die Hunderte gehenden Todesfällen in der ersten Phase der Wiederansiedlung. Verursacht wurde dies zum einen durch Krankheiten, die sich unter den erschöpften Menschen zu Epidemien auswuchsen, zum anderen durch die schlechte zeitliche Planung der Umsiedlung. Durch die verspätete Ankunft wurde eine rechtzeitige Aussaat verhindert, die Folge waren Hunger und Missernten. Die Lebensmittellieferungen durch die Regierung, die diese Ausfälle auffangen sollten, blieben aus oder reichten nicht, um die Indianer zu ernähren.
Die durch die Regierung geforderte Vereinigung der Seminolen mit den Muskogee und der Chickasaw mit den Choctaw wurde von diesen Völkern vehement abgelehnt. Die Zusammenlegung der Siedlungsgebiete erwies sich als nicht haltbar und führte zu weiteren Verträgen, die eine deutliche gegenseitige Abgrenzung und Trennung der Nationen ermöglichten. Weitere Umsiedlungen innerhalb des Indianer-Territoriums, die besonders die Seminolen betrafen, führten zur Befriedung der Konflikte. In der darauf folgenden friedlichen Phase nach 1856 erholten sich die Völker wirtschaftlich, wenn auch teilweise sehr langsam. Obwohl die wirtschaftliche Lage der Indianer deutlich schlechter blieb als vor der Umsiedlung, diente dies den Befürwortern des Indian Removal Act als Bestätigung, dass die erlittenen Verluste der Indianer letztlich zu einem guten Ende geführt hätten und die Vertreibungen im Sinne der Indianer positiv verlaufen seien.

### Politische und wirtschaftliche Konsequenzen
Die persönlichen Verluste, die im wortwörtlichen Sinne jede der deportierten Familien erlitten hatte, und die kulturelle und spirituelle Entwurzelung führten zu einer Haltung, die allgemein als Apathie beschrieben wurde. Diese hinderte viele der Umgesiedelten in der Anfangsphase Fuß zu fassen und dauerte in manchen Stammesverbänden bis zu dreißig Jahre an. Erst danach begannen die Betroffenen, sich von der Abhängigkeit von Lebensmittellieferungen und Zahlungen durch die Regierung zu lösen und ihre Nationen im Westen neu zu errichten.

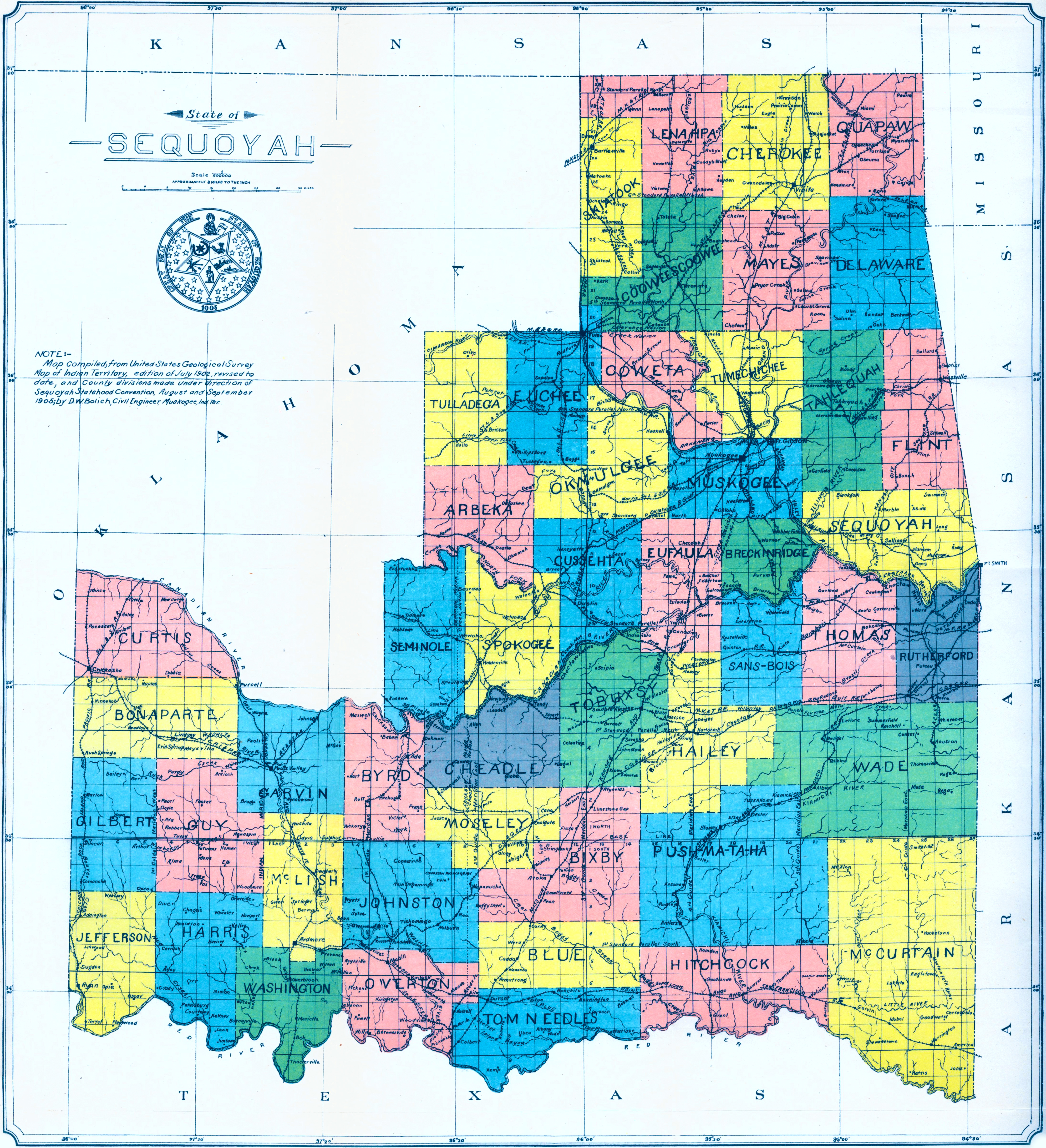
Karte aus dem Jahre 1905 mit den Grenzen des projektierten Staates Sequoyah mit Verwaltungsgliederung und Entwurf für ein Staatssiegel

In einigen Völkern kam es zwischen bereits in der Frühphase der Vertreibung freiwillig Umgesiedelten, den „Old Settlers“, und den später Deportierten zu Spannungen hinsichtlich der Frage des Regierungs- und Justizsystems. Entgegen den Prognosen der weißen Gegner des Indian Removal Act kam es jedoch nicht zu Auflösung und Verfall, vielmehr gelang es allen Völkern, bis Mitte des 19. Jahrhunderts ihre Souveränität wieder zu erlangen und ein politisches System zu etablieren. Dieses wurde, ähnlich wie die individuellen Rechtssysteme, am Vorbild der bereits im Osten verwendeten und amerikanisch-europäisch beeinflussten Staatsformen ausgerichtet. Gegen Ende des 19. Jahrhunderts wurden Teile des den Indianern „auf ewig“ zugesicherten Gebietes während des „Oklahoma Land Run“ zur Besiedlung durch weiße Siedler freigegeben. Um die weitere Einschränkung ihrer Siedlungsräume und eine neue Vertreibung zu verhindern, versuchten die fünf zivilisierten Nationen einen Bundesstaat zu bilden. Der Staat sollte zu Ehren des Erfinders der Schriftsprache der Cherokee als Sequoyah bezeichnet werden. Nach Ablehnung des Gesuches zur Anerkennung des Staates vereinigte sich das Indianer-Territorium mit dem benachbarten Oklahoma-Territorium. Gemeinsam gründeten sie den Bundesstaat Oklahoma.
Zum Zeitpunkt der Umsiedlung hatten die Völker das europäische Verständnis von Land als Wirtschaftsgut übernommen, eine grundlegende Änderung ihrer Haltung gegenüber der traditionell religiös-spirituell geprägten Achtung vor dem Land. In diesem Zwiespalt lebten sie überwiegend auf Farmen in Familienbesitz, bauten verschiedene Getreide- und Gemüsearten an und gaben die Jagd zugunsten der Haltung domestizierter Tiere weitgehend auf. Die wirtschaftlichen Fortschritte der einzelnen Familien wurden dabei vor allem durch die Lage und Qualität der Siedlungsgebiete bestimmt. Für einige von ihnen brachte beispielsweise der Bau der Eisenbahn durch Oklahoma zusätzliche Einnahmen durch den Verkauf von Holz, während andere durch den Abbau von Kohle und Eisenerz zu Wohlstand kamen. Weitere Einflussfaktoren waren die Einstellung gegenüber der Sklaverei, die für die effektive Bewirtschaftung der Farmen genutzt wurde, und die Abhängigkeit gegenüber den Vereinigten Staaten, sowie die Höhe von deren Unterhaltszahlungen an die Indianer. Die Mehrzahl der Indianer traf jedoch wegen der Umstände ihrer Deportation völlig mittellos im Indianer-Territorium ein. Es dauerte bis weit in die Mitte des 20. Jahrhunderts, bis sie sich wirtschaftlich erholten und sich ohne Unterstützung der Vereinigten Staaten in ihren Reservaten, beispielsweise durch Tourismus und Kasinos, selbst unterhalten konnten.

### Spirituelle und kulturelle Veränderungen
Die Völker des Südostens sahen sich in enger Verbindung zu dem Land, auf dem sie lebten. Es war ein elementarer Bestandteil ihrer spirituellen und kulturellen Identität. Mit der Vertreibung verloren sie zunächst diese Verbindung zu ihrer Umwelt. Verstärkt wurde dies beispielsweise durch das Verbot, die Gebeine ihrer Ahnen bei der Umsiedlung umzubetten. Heimlich mitgeführte Steine wurden zum größten Besitz der Umgesiedelten und stellten die ideelle Verbindung zur verlorenen Heimat dar. In der Phase der Umsiedlung und der Wiederansiedlung im Indianer-Territorium wurden die Völker sehr intensiv von christlichen Missionaren begleitet. Tägliche Bibellesungen, Gottesdienste und christliches Liedgut verdrängten teilweise die indianischen Zeremonien und wurden zu einem Teil der indigenen Kultur. Bei den Cherokee wird das zum Beispiel an der inoffiziellen Nationalhymne des Volkes, „Amazing Grace“, deutlich, die nicht aus ihrer ursprünglichen Kultur stammt, sondern von den Missionaren während des Pfades der Tränen eingeführt wurde. Obwohl fast vollständig christianisiert, gelang es den Völkern, zentrale Riten und Zeremonien, beispielsweise den „Green Corn Dance“ der Choctaw und Muskogee, zu erhalten und neue Zeremonie- und Begräbnisstätten einzurichten, die in ihre neuerworbene christliche Identität integriert wurden.
Um die weitere Akkulturation im Sinne der Weißen zu fördern, wurde den Indianern durch verschiedene staatliche Regelungen untersagt, ihre Kultur zu pflegen. Dazu gehörte das Verbot, ihre Sprachen zu sprechen, und die Kinder wurden in staatliche Schulen gezwungen, um die Kultur der Weißen bereits früh zu assimilieren. Traditionell verankerte Konzepte wie die Weitergabe des indianischen Wissens über die Nutzung von Heilpflanzen, herkömmliche Handwerkskunst, aber auch die matrilineare Struktur vieler Stämme und die mündliche Weitergabe der indianischen Geschichte wurden erschwert, in einigen Fällen auch teilweise oder vollständig unterdrückt. Trotz dieser Maßnahmen konnte die indianische Kultur nicht dauerhaft verdrängt werden. Die Stämme bewahrten ihre kulturellen und spirituellen Ursprünge und unternahmen vielfältige Anstrengungen, um beispielsweise ihre Sprachen und Zeremonien zu erhalten oder zu einem späteren Zeitpunkt wieder zu etablieren.

## Forschung, Aufarbeitung und Gedenken

### Forschung
In der spät einsetzenden Forschung wurde in den 1970er-Jahren in den Arbeiten von Grant Foreman anfänglich ein Schwerpunkt auf die Faktensammlung gelegt. Hierbei wurden beispielsweise die entsprechenden Dokumente der Regierung ausgewertet, darunter Lade- und Transportdaten; erste gesicherte Zahlen zu den Todesfällen stammen aus diesen Forschungen. Wichtige Erkenntnisse zu den politischen und sozialen Faktoren, sowohl innerhalb der Völker und im Zuge der Indianerpolitik der Bundesregierung, schlossen sich daran an. Diese Faktoren sind weiterhin Gegenstand der Forschungen zum Pfad der Tränen. Gegen Ende der 1980er-Jahre fand durch Russell Thornton eine Neubewertung der Ereignisse hinsichtlich der Opferzahlen und der indianischen Verfolgung statt, danach konzentrierte er seine Untersuchungen insbesondere auf die Cherokee und deren Bevölkerungsentwicklung. Inzwischen werden zunehmend die kulturellen Konsequenzen der Umsiedlung untersucht, darunter Anpassung, Wiederentdeckung der spirituellen Identität und das Erreichen einer Balance zwischen indianischer Herkunft und weißen Einflüssen. Die Historikerin Clara Sue Kidwell bewertet die Forschung zu diesem Themenbereich als nicht abgeschlossen. Ein Teil der archäologischen Forschungen, die in vielen Fällen durch Angehörige der Stämme mitfinanziert werden, beschäftigt sich mit der Suche nach den ungekennzeichneten Gräbern entlang des Pfades der Tränen. Hierbei arbeiten Universitäten, darunter die Southern Illinois University Carbondale, sowohl mit den indianischen Nationen wie auch dem National Park Service zusammen. Weitere durch den National Park Service unterstützte Projekte beschäftigen sich mit der Untersuchung und dem Erhalt einzelner historischer Stätten, bestimmter Streckenabschnitte oder der Dokumentation der Zusammenhänge sowie deren Aufbereitung für Museen, Schulen und andere öffentliche Einrichtungen. Umfassende Archive werden als Forschungsgrundlage und zu Dokumentationszwecken unterhalten, so beispielsweise das Native American Press Archive des Sequoyah Research Center an der University of Arkansas at Little Rock.

### Indianische Auseinandersetzung und Erinnerung

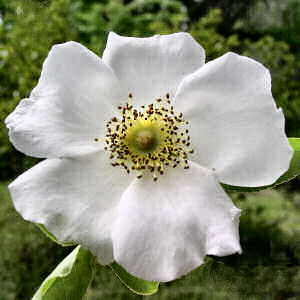
Cherokee-Rose, Staatsblume Georgias und eines der Symbole des Pfads der Tränen

Die vertriebenen Völker haben die Geschichte der Umsiedlung und der Wanderungen ins Indianer-Territorium zunächst mündlich bewahrt und als Teil ihrer individuellen Stammesgeschichte an ihre Nachfahren weitergegeben. In einzelnen Fällen wurden die Erzählungen noch von Zeitzeugen schriftlich festgehalten, allerdings lehnten viele Indianer die Verwendung der Schriftsprache ab. Die meisten Romane, Lieder und Erzählungen, die sich mit der Umsiedlung und der Aufarbeitung der persönlichen Schicksale beschäftigen, stammen daher von Nachfahren der Überlebenden. Eine der bekanntesten mündlichen Überlieferungen ist die von der Cherokee-Rose, einer Rosenart, die im Südosten verbreitet wächst und zur Staatsblume Georgias ernannt wurde. Nach der Legende wurde aus jeder geweinten Träne während der Vertreibung eine solche Rose; ihre weiße Farbe verweist auf die Trauer der Mütter, die sieben Blätter am Stiel erinnern an die sieben vertriebenen Stämme der Cherokee und der gelbe Blütenstand symbolisiert das Gold, das die Cherokee ihre Heimat kostete.
Während die Aufarbeitung des Pfades der Tränen innerhalb der weißen Kultur und Kunst im Vergleich zum Mythos des „Wilden Westens“ keine Rolle spielt, ist die künstlerische Auseinandersetzung mit dem Verlust der ursprünglichen Siedlungsgebiete innerhalb der indigenen Kunst von großer Bedeutung. Neben Bildern und Zeichnungen werden auch neue Medien wie Filme, Videos und das Internet von den als „Survivors“ (englisch für Überlebende) bezeichneten Nachfahren der umgesiedelten Indianer zur Aufarbeitung eingesetzt. Die persönliche Auseinandersetzung mit der individuellen familiären Vergangenheit findet häufig auch durch Wanderungen oder Reisen, ähnlich Pilgerreisen, entlang der Umsiedlungsrouten statt.

### Haltung der Regierung
Im Jahre 2000 drückte der scheidende Direktor des Bureau of Indian Affairs (englisch für Amt für indianische Angelegenheiten) sein Bedauern aus und stellte die Verantwortung seiner Behörde für das erlittene Unrecht dar, jedoch distanzierte sich die amerikanische Regierung von diesen Aussagen. Einen weiteren Vorstoß, eine offizielle Stellungnahme der Vereinigten Staaten zu veranlassen, unternahm im Jahre 2004 Senator Sam Brownback. Er legte dem Senat die Joint Resolution 37 vor, die die Abgabe einer offiziellen Entschuldigung für die vergangene Indianerpolitik vorsieht.
Die amerikanische Regierung hatte sich bis 2009 für ihre mehr als zwei Jahrhunderte verfolgte Indianerpolitik nicht öffentlich entschuldigt, wenn auch entsprechende Debatten begonnen hatten. 2009 kam es zu Entschädigungsabsprachen zwischen der Regierung und Stammesvertretern für die ökonomische Nutzung der Reservate seit 1896. Am 19. Dezember 2009 unterzeichnete Präsident Barack Obama schließlich ohne nennenswerte mediale Aufmerksamkeit eine Erklärung, in der er „im Namen des Volkes der Vereinigten Staaten bei allen Ureinwohnern (Native peoples) für die vielen Vorfälle von Gewalt, Misshandlung und Vernachlässigung, die den Native peoples durch Bürger der Vereinigten Staaten zugefügt wurden“, um Verzeihung bat.
Verschiedene für die Umsiedlung relevante Stätten sind inzwischen als National Historic Sites (Nationale Denkmäler) deklariert und zwei Routen des Trail of Tears in das National Trails System (Routen mit nationaler Bedeutung) aufgenommen worden.

### Gedenkstätten, National Historic Sites und Trails System

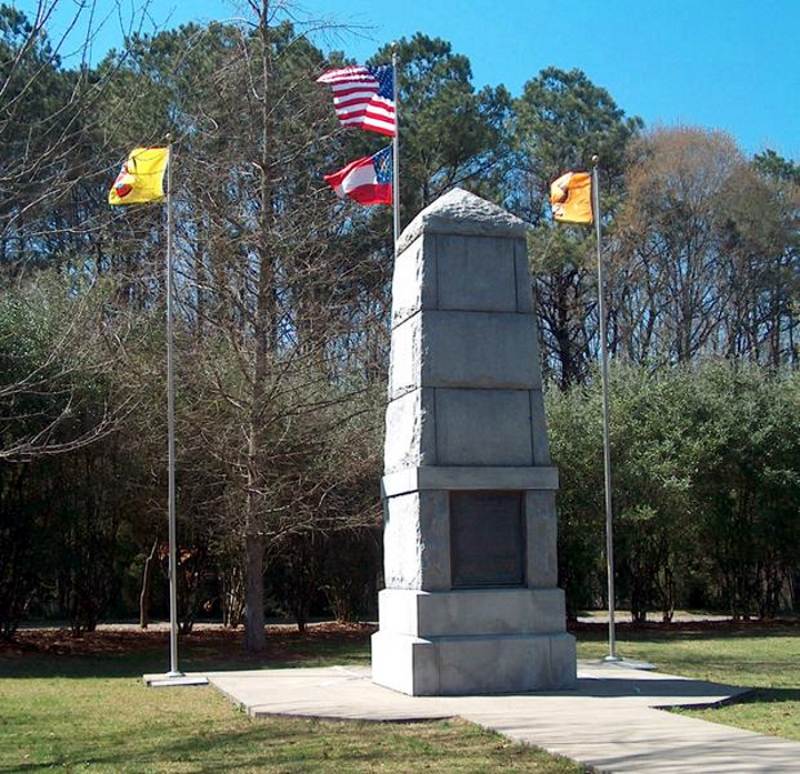
Denkmal zu Ehren der Opfer des Cherokee Trail of Tears in New Echota

Um der Ereignisse und Verluste im Rahmen der Vertreibungen und Umsiedlungen der südöstlichen Völker zu gedenken, beschloss der Kongress der Vereinigten Staaten im Jahre 1987 die Einrichtung des „Trail Of Tears National Historic Trail“ im Rahmen des National Trails System und dessen Verwaltung durch den National Park Service. Der Trail erstreckt sich über rund 3540 Kilometer und führt durch neun Bundesstaaten. Ausgewählt wurden zwei Umsiedlungsrouten der Cherokee, eine folgt dem Wasserweg, die andere dem auf dem Land zurückgelegten Weg in den Westen. Entlang dieser beiden Routen befinden sich verschiedene Gedenkstätten, State Parks und Orte von besonderem historischen Interesse. Darunter sind beispielsweise das „Junaluska Memorial and Museum“, eine bedeutende Begräbnisstätte und Denkmal der sieben vertriebenen Stämme der Cherokee in Robbinsville (North Carolina), „The Hermitage“ unweit Nashville (Tennessee), das ehemalige Wohnhaus Andrew Jacksons, in dem Ausstellungen zu Indianerpolitik gezeigt werden, und der „North Little Rock Riverfront Park“ in North Little Rock (Arkansas), in dem sich etliche Umsiedlungsrouten kreuzten. Weitere Sehenswürdigkeiten entlang des Trails sind beispielsweise die „New Echota State Historic Site“ in Calhoun (Georgia), der „Trail of Tears State Park“ bei Jackson (Missouri) und die „Fort Gibson Military Site“ in Fort Gibson (Oklahoma). In Tulsa, Oklahoma wurde 2016 die Skulptur einer dänischen Bildhauerin aufgestellt. Neben den von staatlichen Organisationen unterhaltenen Parks und Gedenkstätten existieren entlang des Trails verschiedene Museen, Denkmäler und historische Gebäude in privatem Besitz, die sich mit der Geschichte der indianischen Vertreibung und der umgesiedelten Nationen beschäftigen. Die Aufnahme weiterer Streckenabschnitte in den offiziellen Verlauf des „Trail Of Tears National Historic Trail“ ist geplant.

### Trivia
Der Popsong Indian Reservation (The Lament of the Cherokee Reservation Indian), geschrieben von John D. Loudermilk und in zwei verschiedenen Cover-Versionen in den 1970er-Jahren erfolgreich in den europäischen und amerikanischen Charts, bezieht sich auf den historischen Vorgang der Deportation der Cherokee. Außerdem wird die Thematik in den Songs „Cherokee“ von Europe und „Creek Mary's Blood“ von Nightwish sowie „Trail of Tears“ von W.A.S.P. und im Album Trails of Tears von Jacques Coursil aufgegriffen.

### Allgemeine Darstellungen
Grundlagen
- John P. Bowes: The Trail of Tears: Removal in the South. Hrsg.: Paul C. Rosier. Chelsea House Pub., 2007, ISBN 978-0-7910-9345-0 (englisch).
- Raymond Fogelson, William Sturtevant: Handbook of North American Indians. Band 14. Smithsonian Institution, 2004, ISBN 0-16-072300-0 (englisch).
- Grant Foreman: Indian Removal: The Emigration of the Five Civilized Tribes of Indians. University of Oklahoma Press, 1974, ISBN 0-8061-1172-0 (englisch).
- William Thomas Hagan: American Indians. 3. Auflage. University of Chicago Press, 1993, ISBN 0-226-31237-2, S. 95–98 (englisch).
- Bruce E. Johansen: The Native Peoples of North America: A History. Rutgers University Press, 2006, ISBN 0-8135-3899-8 (englisch).
- A. J. Langguth: Driven West: Andrew Jackson and the Trail of Tears to the Civil War. Simon & Schuster, 2010, ISBN 978-1-4165-4859-1 (englisch).
- Russell Thornton: American Indian Holocaust and Survival: A Population History Since 1492. University of Oklahoma Press, 1987, ISBN 0-8061-2220-X (englisch).
- Elliott West: Trail of Tears: National Historic Trail. Western National Parks Association, 1999, ISBN 1-877856-96-7 (englisch).
- Aram Mattioli: Verlorene Welten. Eine Geschichte der Indianer Nordamerikas 1700–1910. Klett-Cotta, Stuttgart 2017, ISBN 978-3-608-94914-8.

Soziale, kulturelle und politische Hintergründe
- Duane Champagne: Social change and cultural continuity among Native Nations. Rowman Altamira, 2006, ISBN 0-7591-1001-8 (englisch).
- Duane Champagne: Social order and political change: constitutional governments among the Cherokee, the Choctaw, the Chickasaw, and the Creek. Stanford University Press, 1992, ISBN 0-8047-1995-0 (englisch).
- Tim Alan Garrison: The Legal Ideology of Removal: The Southern Judiciary and the Sovereignty of Native American Nations. University of Georgia Press, 2002, ISBN 0-8203-2212-1 (englisch).
- Thomas N. Ingersoll: To Intermix with Our White Brothers: Indian Mixed Bloods in the United States from Earliest Times to the Indian Removal, Albuquerque: University of New Mexico Press 2005
- Francis Paul Prucha: American Indian Treaties: The History of a Political Anomaly. University of California Press, 1997, ISBN 0-520-20895-1 (englisch).
- Francis Paul Prucha: The Great Father. The United States Government and the American Indians. University of Nebraska Press, 1986, ISBN 0-8032-8712-7 (englisch).
- Robert V. Remini: Andrew Jackson and his Indian Wars. Viking, 2001, ISBN 0-670-91025-2 (englisch).
- Bruce G. Trigger, Wilcomb E. Washburn et al.: The Cambridge history of the native peoples of the Americas. Cambridge University Press, 1996, ISBN 0-521-57392-0 (englisch).

### Geschichte und Vertreibung einzelner Nationen
Choctaw
- Sandra Faiman-Silva: Choctaws at the Crossroads: The Political Economy of Class and Culture in the Oklahoma Timber Region. University of Nebraska Press, 2000, ISBN 0-8032-6902-1 (englisch).
- Marcia Haag, Henry Willis (Hrsg.): Choctaw Language and Culture: Chahta Anumpa. University of Oklahoma Press, 2001, ISBN 0-8061-3339-2 (englisch).
- Valerie Lambert: Choctaw Nation: A Story of American Indian Resurgence. University of Nebraska Press, 2007, ISBN 978-0-8032-1105-6 (englisch).

Muskogee
- Angie Debo: The Road to Disappearance: A History of the Creek Indians. University of Oklahoma Press, 1979, ISBN 0-8061-1532-7 (englisch).
- Michael D. Green: The Politics of Indian Removal: Creek Government and Society in Crisis. University of Nebraska Press, 1985, ISBN 0-8032-7015-1 (englisch).
- Sean Michael O’Brien: In bitterness and in tears: Andrew Jackson’s destruction of the Creeks and Seminoles. Greenwood Publishing Group, 2003, ISBN 0-275-97946-6 (englisch).

Chickasaw
- Horatio Bardwell Cushman, Angie Debo: History of the Choctaw, Chickasaw, and Natchez Indians. University of Oklahoma Press, 1996, ISBN 0-8061-3127-6 (englisch).
- David Fitzgerald, Jeannie Barbour, Amanda J. Cobb: Chickasaw: unconquered and unconquerable. Graphic Arts Center Publishing, 2006, ISBN 1-55868-992-3 (englisch).
- Arrell Morgan Gibson: The Chickasaws. University of Oklahoma Press, 1971, ISBN 0-8061-1042-2 (englisch).

Cherokee
- Theda Perdue, Michael D. Green: The Cherokee Nation and the Trail of Tears. Viking, 2007, ISBN 978-0-670-03150-4 (englisch).
- Vicki Rozema: Footsteps of the Cherokees: A Guide to the Eastern Homelands of the Cherokee Nation. 2. Auflage. John F. Blair Publ., 2007, ISBN 978-0-89587-346-0 (englisch).
- Russell Thornton, C. Matthew Snipp, Nancy Breen: The Cherokees: A Population History. University of Nebraska Press, 1992, ISBN 0-8032-9410-7 (englisch).
- Thurman Wilkins: Cherokee Tragedy: The Ridge Family and the Decimation of a People. 2. Auflage. University of Oklahoma Press, 1989, ISBN 0-8061-2188-2 (englisch).

Seminolen
- Edwin C. McReynolds: The Seminoles. University of Oklahoma Press, 1957, ISBN 0-8061-1255-7 (englisch).
- Kevin Mulroy: Freedom on the Border: The Seminole Maroons in Florida, the Indian Territory, Coahuila, and Texas. Texas Tech University Press, 2003, ISBN 0-89672-516-2 (englisch).
- Sean Michael O’Brien: In bitterness and in tears: Andrew Jackson’s destruction of the Creeks and Seminoles. Greenwood Publishing Group, 2003, ISBN 0-275-97946-6 (englisch).